# Alte Brücke (Frankfurt am Main)
Die Alte Brücke in Frankfurt am Main ist die älteste und war bis Mitte des 19. Jahrhunderts die einzige steinerne Brücke am Unterlauf des Mains. Sie verband vom Mittelalter bis zum Jahr 1914 die Fahrgasse in der Frankfurter Altstadt mit der Brückenstraße in Sachsenhausen. Seit sie 1222 erstmals urkundlich erwähnt wurde, war die Entwicklung Frankfurts untrennbar mit ihr verbunden. Sie wurde im Laufe der Jahrhunderte mindestens 18 Mal zerstört und erneuert. Mit ihren 13 gemauerten Rundbögen galt die Sachsenhäuser Brücke als bedeutendstes Bauwerk der Stadt. Weil sie den Anforderungen des modernen Straßen- und Schiffsverkehrs nicht mehr gewachsen war, wurde sie 1914 abgerissen.
Die heutige Alte Brücke, korrekter als Neue Alte Brücke bezeichnet, wurde am 15. August 1926 durch den damaligen Oberbürgermeister Ludwig Landmann eingeweiht. Zwei ihrer ursprünglich acht mit rotem Mainsandstein verkleideten Gewölbebögen wurden am 26. März 1945 von deutschen Soldaten gesprengt. Nach einem zunächst provisorischen Wiederaufbau wurde das Mittelstück durch eine stählerne Kastenbrücke ersetzt und am 15. September 1965 in Betrieb genommen. Mit dem Neuen Portikus erhielt die Alte Brücke 2006 wieder ein Gebäude, das an die frühere Brückenmühle erinnert. Ihr heutiges, von vier Portalwänden zu beiden Seiten des Mittelteils geprägtes, Erscheinungsbild erhielt die Brücke bei der Sanierung 2014. Wahrzeichen der Alten Brücke sind der Brickegickel und das Standbild des mythischen Stadtgründers Karls des Großen.

## Geschichte

### 11. bis 14. Jahrhundert

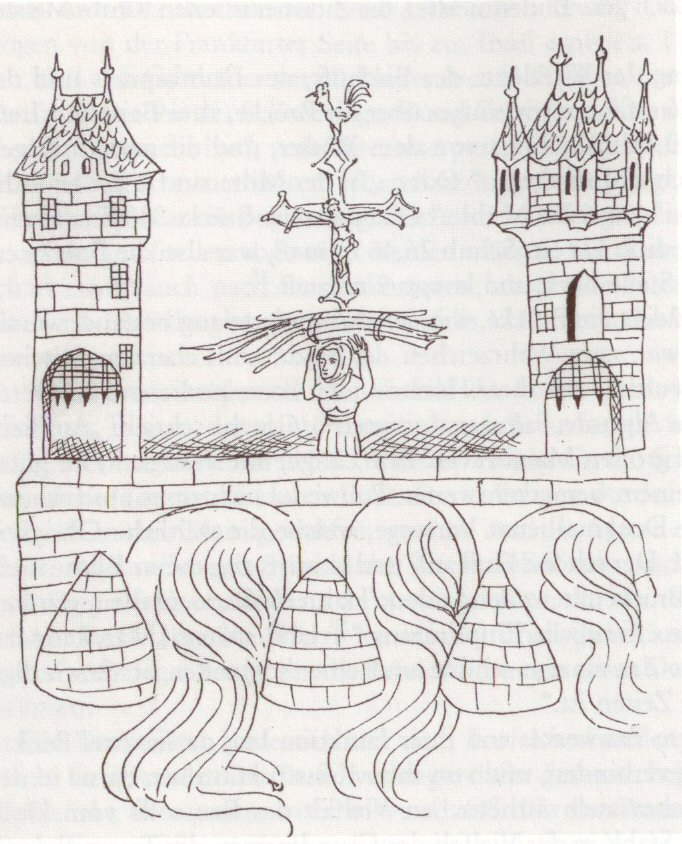
Die älteste Darstellung der Alten Brücke aus dem Bedebuch von 1405

Ursprünglich befand sich nahe der Frankfurter Mainbrücke, möglicherweise etwas flussabwärts in Höhe des Fahrtors, eine für Personen und Fuhrwerke passierbare Furt, nach der die Stadt ihren Namen erhielt. Wann die älteste Brücke zwischen Frankfurt und dem 1193 urkundlich erwähnten Stadtteil Sachsenhausen erbaut wurde, ist nicht sicher. Erstmals wird in einer Urkunde des Bartholomäusstiftes von 1222 eine dem Magister Nikolaus gehörige Hofstätte an der Brücke erwähnt. Wahrscheinlich ist die Brücke jedoch älter: Der Frankfurter Chronist Achilles Augustus von Lersner schrieb Anfang des 18. Jahrhunderts: Die Brücke welche die beyde Städte an einander hänget ist 1035 von Holtz gebauet worden und hat solche viele Jahre gestanden, auch offters dessentwegen großen Schaden vom Gewässer erlitten, zumalen 1192. Der Historiker Johann Georg Battonn kommentierte dies im 19. Jahrhundert: Sie ist aber weit älter, und ich glaube nicht zu irren, wenn ich ihre erste Grundlage Karl dem Grossen zueigene, welcher ums Jahr 782 hier ein Palatium, und wahrscheinlich um die nämliche Zeit auch die steinerne Brücke über den Main erbaute.
Diese Vermutungen sind aus heutiger Sicht unwahrscheinlich. Die älteste mittelalterliche Steinbrücke, die Drususbrücke in Bingen, stammt aus dem 11. Jahrhundert, und größere Steinbrücken, wie z. B. in Regensburg, Prag und Würzburg, wurden erst im 12. Jahrhundert gebaut. Dies spricht dafür, dass die Frankfurter Mainbrücke tatsächlich, wie von Lersner beschrieben, im 11. Jahrhundert oder im frühen 12. Jahrhundert aus Holz gebaut und nach 1192 erneuert wurde – möglicherweise auf Veranlassung des Reichsministerialen Kuno von Münzenberg, der auf beiden Seiten des Flusses große Liegenschaften besaß. Auch diese Brücke war, wie die ältesten Urkunden belegen, teilweise noch aus Holz gebaut, lediglich die Pfeiler waren aus Stein. Erst 1276 wird eine Steinerne Brücke erwähnt.
In den 1920er Jahren waren bei Niedrigwasser ein Stück flussaufwärts der Alten Brücke eine Reihe von alten Eichenpfählen zutage gekommen. Dies führte zu der Spekulation, dass es sich um Reste einer ehemaligen Brücke aus der Römerzeit handele. Wahrscheinlicher ist jedoch, dass die Anlage aus dem Mittelalter stammt und der Fischerei oder dem Hochwasserschutz diente.
Im 12. und 13. Jahrhundert wuchs Frankfurt zu einem der bedeutendsten Handelszentren des Reiches heran, nicht zuletzt aufgrund der überragenden Bedeutung seiner Brücke, die sie als wichtigster Bestandteil der Nord-Süd-Achse der Mainmetropole noch über Jahrhunderte beibehalten sollte. Am 10. Mai 1235 gewährte König Heinrich (VII.) den Bürgern der Stadt bedeutende Privilegien: Die Hälfte des Ertrages der Frankfurter Münze sowie Holz aus dem Wildbann Dreieich wurden der Stadt für den Unterhalt der Brücke überlassen.  Es existiert auch eine aus Rom datierte Urkunde aus dem Jahre 1300, in der 15 italienische Bischöfe all denen einen Ablass zusicherten, die für den Unterhalt der Frankfurter Mainbrücke stifteten.
Im 14. Jahrhundert wurde die Brücke mehrfach durch Hochwasser und Eisgang zerstört: Anno 1306 an unser Frauen Lichtmeß Abend (1. Februar) ist der Meyn allhier von Eyß und Gewässer so groß gewesen, daß er die zwey Thürn und den mehrern Theil an der Brücken hinweg gestossen ein groß Volck ist damahls auff der Brücken gestanden, darvon 10 Personen ertruncken. Dabei wurden auch die beiden Brückentürme weggerissen, die bei diesem Ereignis erstmals erwähnt werden. 1342 ereignete sich das schwerste jemals in Mitteleuropa registrierte Hochwasser, das Magdalenenhochwasser vom 22. Juli. Dabei stürzten auf der Sachsenhäuser Seite, die wegen der Maininsel der Strömung stärker ausgesetzt war, sechs Bögen mit der erst 1338 geweihten Katharinenkapelle und wiederum der Brückenturm ein. Seitdem fand bis zur Reformation jährlich am Magdalenentag, dem 22. Juli, eine Bußprozession von der Mainbrücke zur Weißfrauenkirche statt.

### 15. bis 18. Jahrhundert

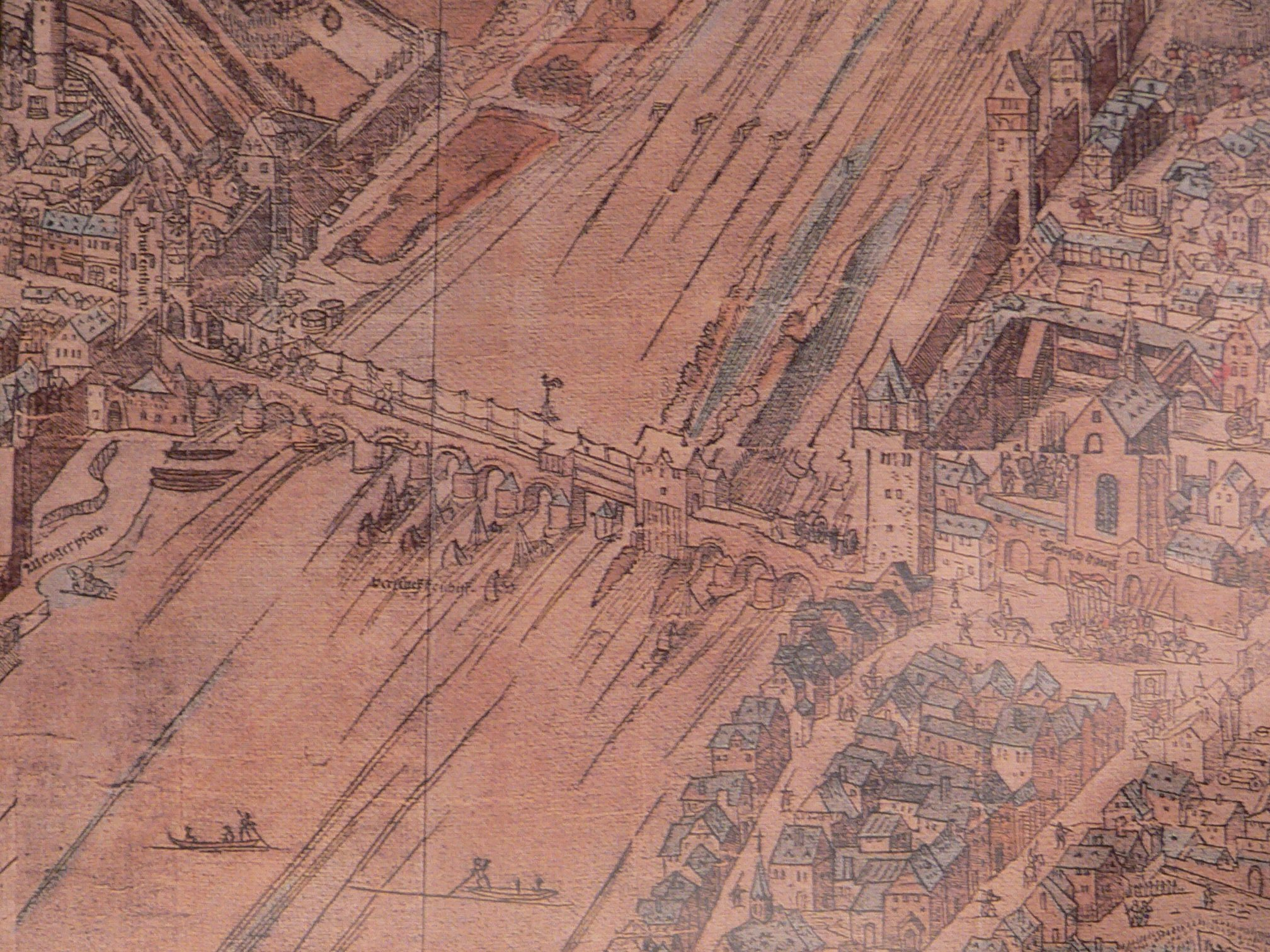
Die Frankfurter Brücke auf dem Belagerungsplan von 1552

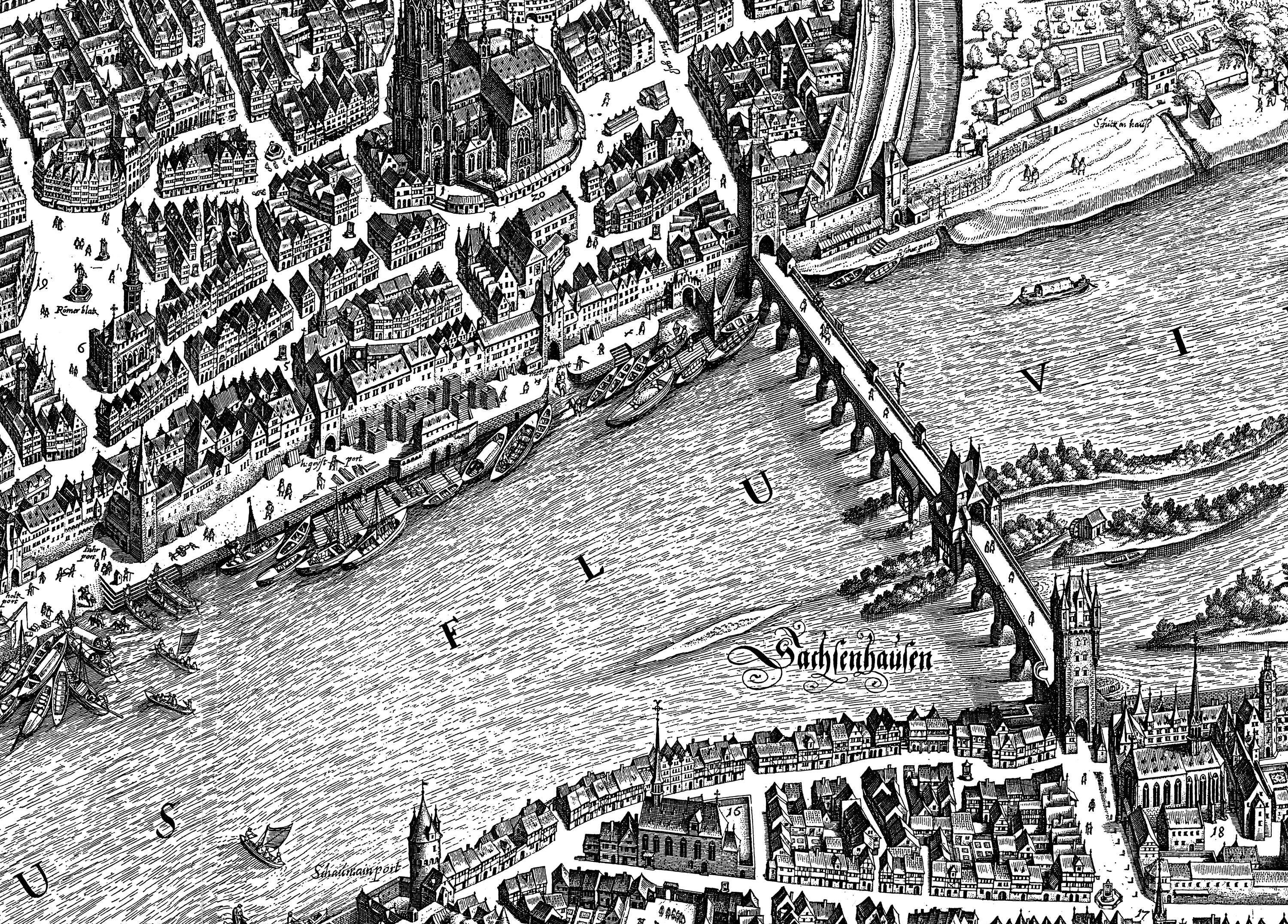
Die Frankfurter Brücke auf dem Merian-Plan von 1628

Anfang des 15. Jahrhunderts wurden 10 der 13 Brückenbögen sowie die beiden Brückentürme grundlegend erneuert. Verantwortlicher Baumeister war möglicherweise Madern Gerthener, der sich am 30. November 1399 gegenüber dem Rat persönlich für die Sicherheit der Gewölbe und Bögen verbürgte. Gerthener hatte auf seiner Wanderschaft in Prag die kurz zuvor durch Peter Parler erbaute Karlsbrücke kennengelernt. Die älteste Darstellung der Brücke stammt von 1405: Das Bedebuch (im Zweiten Weltkrieg verbrannt) zeigt sie in stilisierter Form, mit den beiden Türmen, drei Bögen und dem Kruzifix des Brickegickels. Die älteste Gesamtdarstellung der Brücke findet sich in der Cosmographia von Sebastian Münster als Teil der Vogelschau Frankfurts in der zweiten Auflage von 1550 und ist in dem Holzschnitt selbst mit 1545 datiert. Bald darauf erschien 1552 eine weitere Darstellung auf dem sogenannten Belagerungsplan des Conrad Faber von Creuznach, der die Brücke bereits 1535 im Hintergrund seines Doppelportraits von Anna und Gilbrecht von Holzhausen skizziert hatte. Er zeigt die Brücke während der dreiwöchigen Belagerung der protestantischen Stadt durch ein Heer der protestantischen Fürsten unter der Führung des Kurfürsten Moritz von Sachsen im Sommer 1552, als sie durch kaiserliche Truppen verteidigt wurde. Die Brücke war in dieser Zeit mit Tüchern verhängt, der Main durch versenkte Schiffe und eine eiserne Kette unpassierbar gemacht. Die Belagerung begann am 17. Juli und endete nach dem Abschluss des Passauer Vertrages am 2. August. Für die Stadt zahlte sich ihre Kaisertreue aus, ab 1562 fanden alle Kaiserkrönungen in Frankfurt statt.
Anfang des 17. Jahrhunderts wurde auch der letzte hölzerne Pfeiler, nördlich der Brückenmühle gelegen, durch einen steinernen Bogenpfeiler ersetzt. Die Brückendecke bestand jedoch weiterhin aus Holzbalken, die bei Bedarf schnell entfernt werden konnten, um die Brücke unpassierbar zu machen.
Die Brücke war 31 Schuh breit (knapp 9 m), einschließlich der steinernen Brückengeländer, die jeweils einen Schuh breit waren. Der höchste Bogen lag bei normaler Wasserführung 30 Schuh (8,50 m) über dem Wasserspiegel, die anderen Bögen waren zwei bis drei Schuh niedriger. Die Durchfahrtsbreite der Bögen lag zwischen 7,50 m und 9 m. Die eigentliche Fahrbahn war nur ca. 4,70 m breit, das war gerade genug, damit zwei Wagen einander passieren konnten. Die Fußwege waren so schmal, dass ein Einbahnverkehr eingeführt werden musste: Fußgänger hatten jeweils die in Gehrichtung rechte Brückenseite zu nehmen.

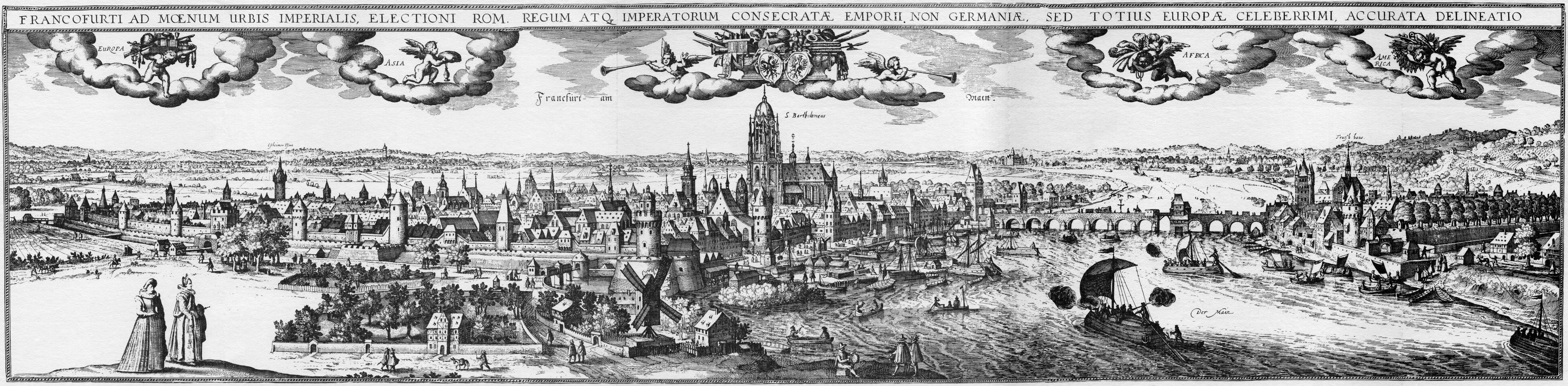
Frankfurt von Südwesten, rechts die Alte Brücke, etwa 1617/18, vor 1619
(Kupferstich von Matthäus Merian d. Ä.)

Auch im Dreißigjährigen Krieg war die Brücke Schauplatz kriegerischer Auseinandersetzungen. Im August 1635 griffen kaiserliche Truppen die Schweden an, die Sachsenhausen besetzt hielten und sich in der Brückenmühle sowie im Sachsenhäuser Brückenturm verschanzt hatten. Im Verlauf des Gefechtes ging die Brückenmühle in Flammen auf. Sie wurde durch zwei Neubauten ersetzt.

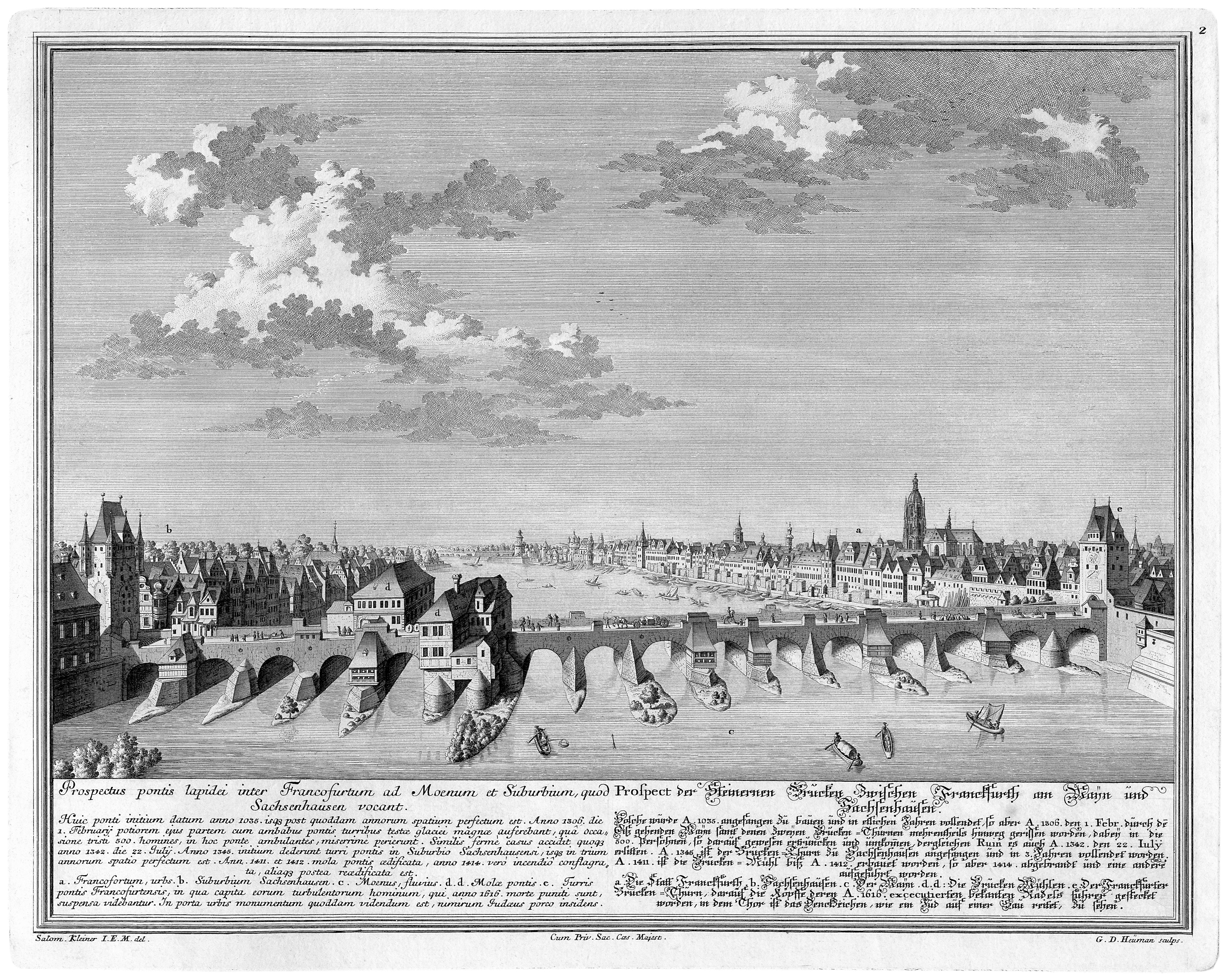
Die Alte Brücke vor dem Neubau des 18. Jahrhunderts, nach Westen gesehen, 1728
(Kupferstich von Georg Daniel Heumann nach Zeichnung von Salomon Kleiner)

Ende des 17. und Anfang des 18. Jahrhunderts verschlechterte sich der Bauzustand der Brücke zunehmend. In dieser Zeit trafen immer wieder Hochwässer und Eisgang die Brücke und fügten ihr Schäden zu, die teilweise nur notdürftig ausgebessert wurden. 1739 ordnete der Rat an, dass die baufällige Brücke nicht mehr als 50 Zentner Last tragen durfte. Trotzdem stürzte am 16. Dezember 1739 der Kreuzbogen ein, wobei der Brickegickel verloren ging. Die beiden angrenzenden Bögen, der Flößerbogen und der Ausschüttbogen, wo der Unrat in den Main gekippt wurde, wurden ebenfalls schwer beschädigt.
Der Rat entschloss sich daraufhin zu einem vollständigen Neubau der Brücke. Die Bauleitung erhielt Johann Friedrich von Uffenbach. Zunächst wurde eine hölzerne Notbrücke errichtet, die beispielsweise bei der Krönung Kaiser Karls VII. gute Dienste leistete. Der Grundstein für den steinernen Neubau wurde am 18. September 1741 gelegt, der Schlussstein am 14. September 1744 gesetzt. 1748 wurde die Brücke gepflastert, anschließend erhielt sie eine repräsentative Sandsteinbrüstung. Die Portale an den Abgängen zur Maininsel wurden geschmückt durch Sandsteinreliefs des Flussgottes Moenus und der beiden Kanonesteppel, einer karikaturartigen Darstellung zweier Artilleristen. Das Relief ging im Zweiten Weltkrieg verloren.
Am 27. Februar 1784 wurde die Brücke erneut durch Eisgang beschädigt.
Während des Sechsten Koalitionskrieges lieferten sich am 31. Oktober 1813 französische Truppen der napoleonischen kaiserlichen Garde, die die Stadt verteidigen sollten, ein heftiges Gefecht mit den bayerischen und österreichischen Truppen, die von Sachsenhausen her vorrückten. Erneut wurden dabei beide Brückenmühlen ein Opfer der Flammen. Die französischen Truppen mussten zurückweichen, konnten sich jedoch einer Verfolgung durch die Alliierten wirksam entziehen, indem sie die hölzernen Balken über den beiden mittleren Brückenbögen entfernten. Erst 1840 wurden die Brückenbögen endgültig vermauert.

### 19. Jahrhundert

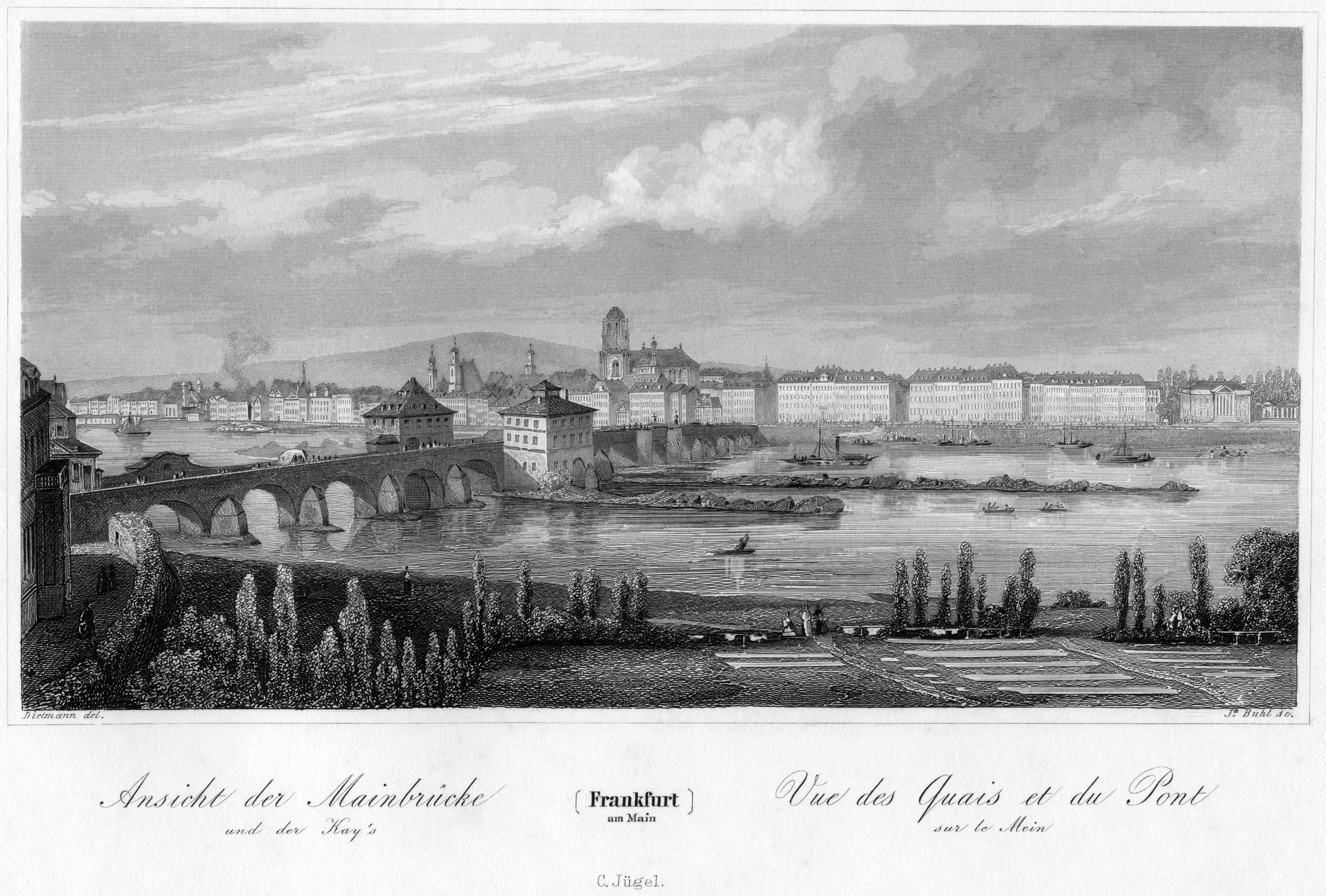
Die Alte Brücke 1845
(Stahlstich von Jakob Ludwig August Buhl nach Vorlage von Jakob Fürchtegott Dielmann)

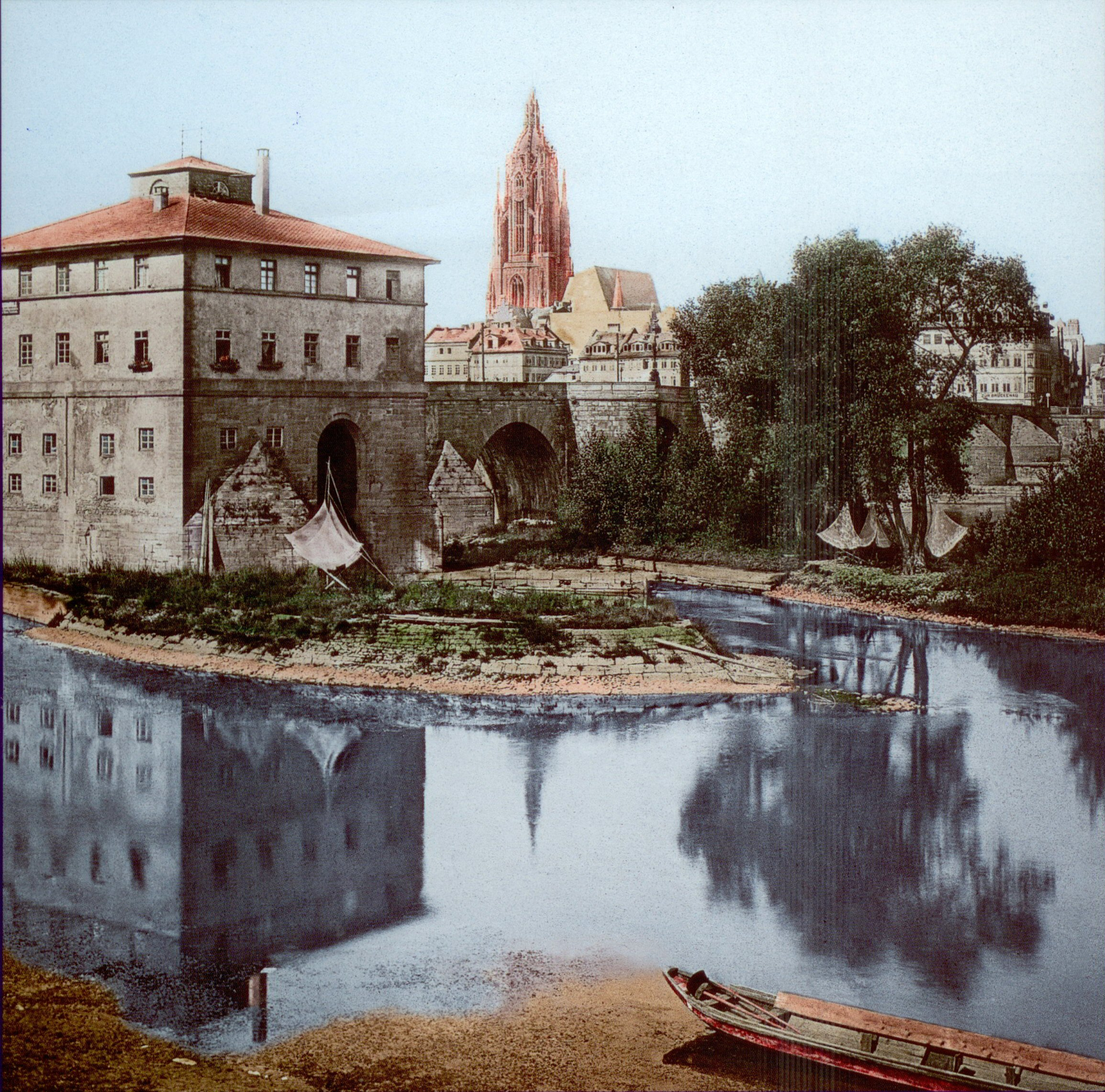
Alte Brücke um 1885

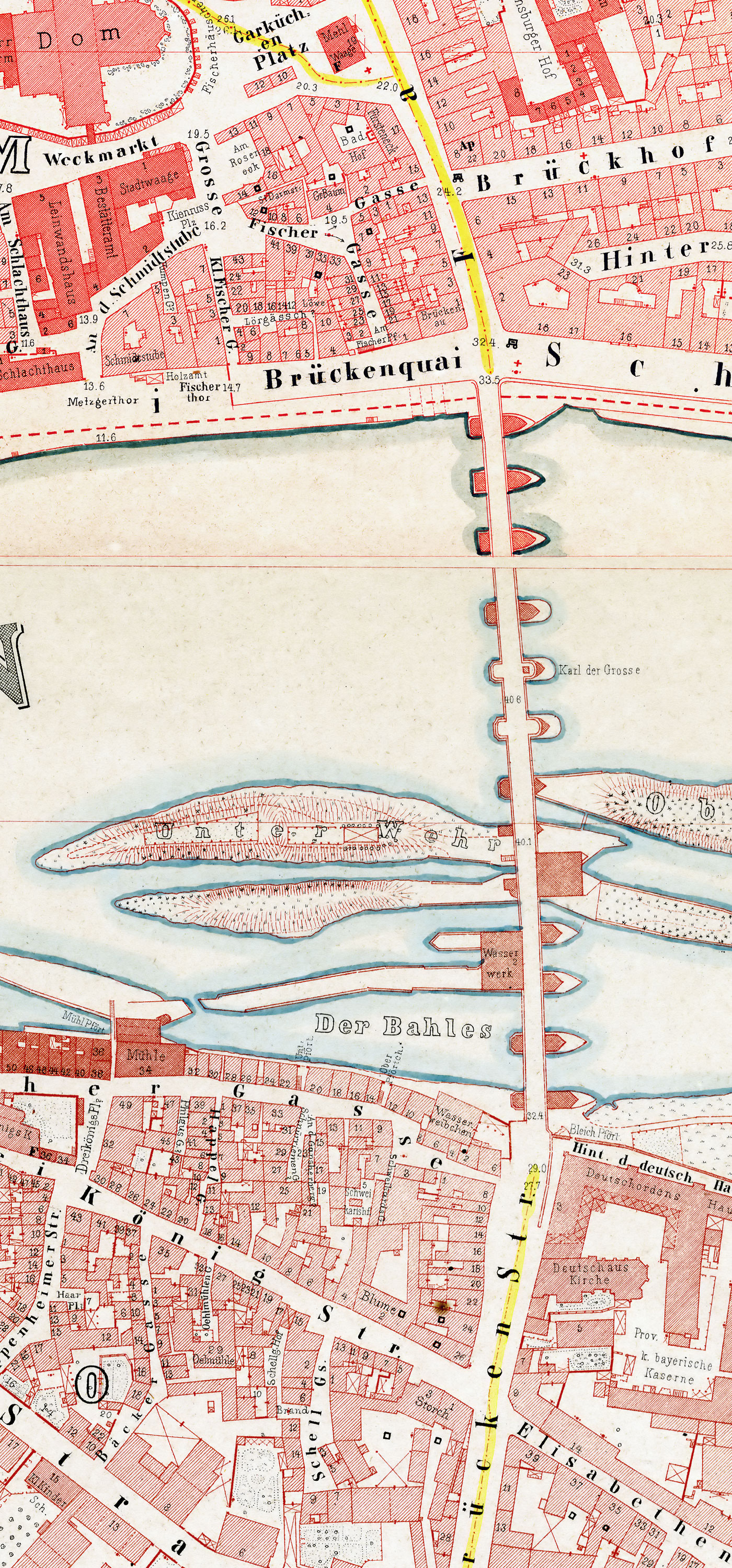
Alte Brücke auf dem Ravenstein-Plan, 1861

Die Brücke wies auch nach dem Neubau ein ungünstiges Verhältnis der freien Öffnungsbreite von 172,17 Meter zur Gesamtlänge von 264,87 Metern auf. Dadurch kam es fast jeden Winter zu Eisstau oberhalb der Brücke. Die vor den Pfeilern angebrachten Eisbrecher gefährdeten die durchfahrenden Schiffe und wurden deshalb entfernt; ohnehin kam es in den schmalen, langen Bogendurchfahrten zwischen den Pfeilern zu starken Turbulenzen und Strömungen, da die Pfeiler leicht schräg zur Hauptfließrichtung standen. Auskolkungen und Unterspülungen führten immer wieder zu Schäden an der Brücke. Berichte des Stadtbaumeisters Johann Friedrich Christian Hess aus den Jahren 1816 bis 1844 wiesen auf den desolaten Zustand der Pfeiler und der Vorlager mit Rissen von bis zu 10 Zoll hin. Allein in den Jahren 1825 bis 1859 beliefen sich die Instandhaltungskosten auf 230.000 Gulden.
Erst 1826 entstand eine direkte Verbindung vom Mainkai zur Brücke. Der Tiefkai wurde durch Aufschüttungen verbreitert und ein neuer Hochkai, der Brückenquai, errichtet, über den die Straße verlief. In die Kaimauer wurden die aus rotem Mainsandstein gemauerten Fischergewölbe eingebaut, die durch schmale Stichkanäle mit dem Main verbunden waren und den Fischernachen bis zum Bau der Verbindungsbahn 1859 als Hafen dienten.
1848 wurde für die Main-Neckar-Bahn eine zweite Mainbrücke gebaut. 1869 folgte der Eiserne Steg, eine Fußgängerbrücke. Trotzdem war die Mainbrücke, nunmehr Alte Brücke genannt, dem zunehmenden Verkehr nicht mehr gewachsen. Seit 1859 gab es Pläne zur Verbreiterung der Brücke. 1865 entstanden erste Pläne für einen Neubau mit acht statt 13 Bögen, und einer Breite von 14 m. Es war vorgesehen, auch die Maininsel für diesen Neubau zu entfernen.
Als die Freie Stadt Frankfurt 1866 von Preußen annektiert wurde, ging die Brücke in den Besitz des preußischen Staates über. Die Neubaupläne wurden zunächst auf Eis gelegt, stattdessen entstanden in den folgenden Jahrzehnten zunächst weitere neue Brücken: 1874 wurde die flussabwärts gelegene Untermainbrücke dem Verkehr übergeben, 1878 die Obermainbrücke (heute Ignatz-Bubis-Brücke). In den 1880er Jahren wurde der Main kanalisiert, dadurch stieg der Wasserspiegel um etwa zwei Meter. 1908 bis 1910 entstand der Osthafen. Spätestens jetzt war die Alte Brücke zum Verkehrshindernis für die Mainschifffahrt geworden.
Die am 18. Februar 1884, auf Bestreben eines Offenbacher Konsortiums, bestehend aus dem Kommerzienrat Weintraut, dem Bankier Weymann und dem Bankhaus Merzbach, eröffnete Strecke der Frankfurt-Offenbacher Trambahn-Gesellschaft (FOTG), von der Alten Brücke in Sachsenhausen ausgehend, war die erste kommerziell betriebene öffentliche elektrische Straßenbahn in Deutschland. Die Strecke führte zunächst bis zur Buchrainstraße in Oberrad und ab 10. April bis zum Mathildenplatz in Offenbach. Die FOTG benutzte damals noch eine Spurweite von 1000 mm (Meterspur).

### 20. Jahrhundert: Die Neue Alte Brücke

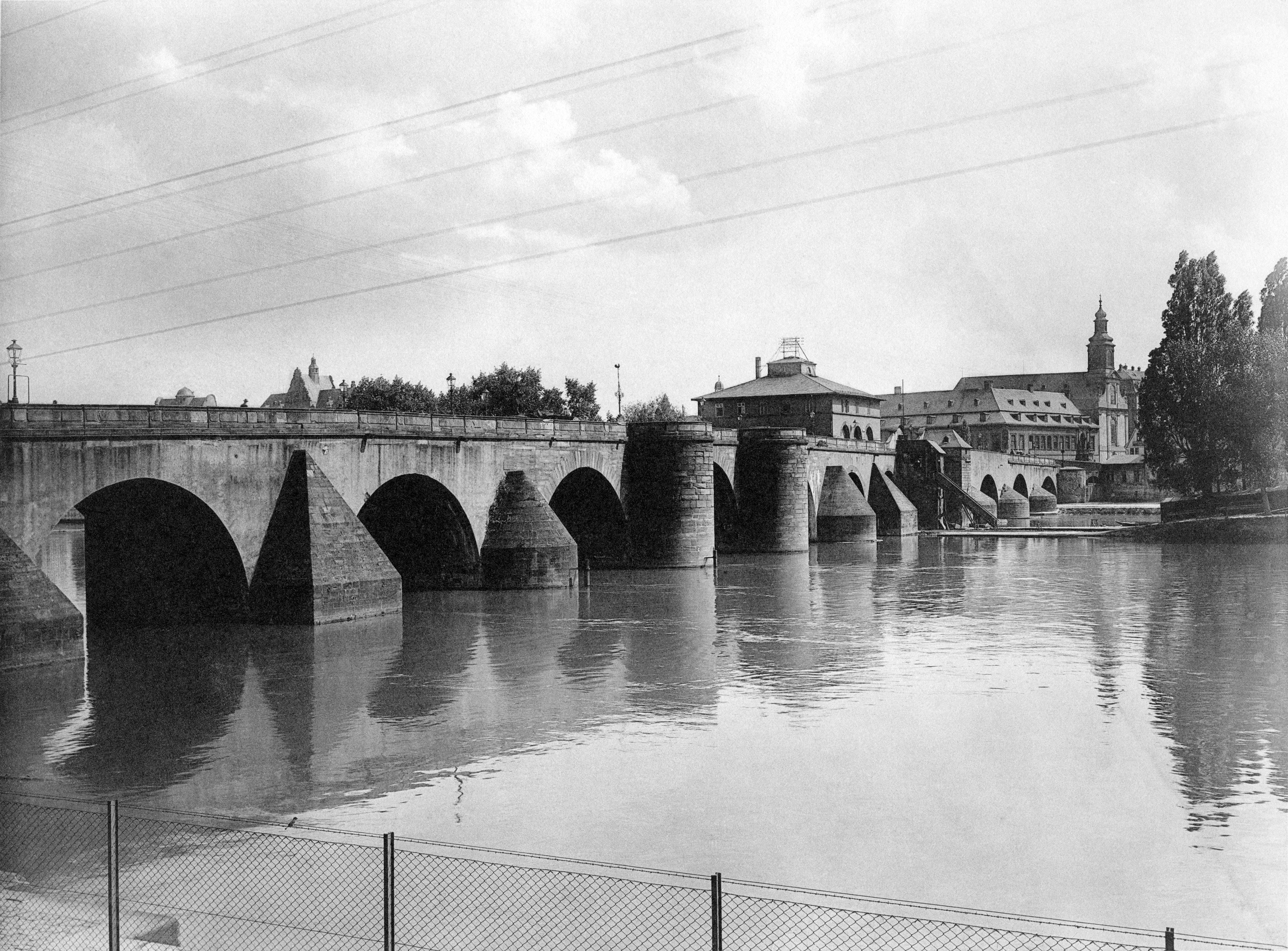
Die Alte Brücke, vom Mainkai aus gesehen, um 1911
(Fotografie von Carl Friedrich Fay)

Das Tiefbauamt der Stadt verfasste 1909 eine Denkschrift, in der die Grundsätze für den Neubau zusammengefasst wurden: Bau an der alten Stelle, Erhalt der Maininsel, Konstruktion aus rotem Mainsandstein. Den 1911 ausgeschriebenen Architektenwettbewerb, an dem die Architektengemeinschaft aus Franz von Hoven mit Hermann von Hoven beteiligt war, gewannen Franz Heberer und Carl Friedrich Wilhelm Leonhardt. Am 23. Mai 1912 wurde auf der Maininsel der Grundstein für den Neubau gelegt. Die Brücke sollte 14 m breit werden und acht Bögen erhalten.
Im Frühjahr 1914 errichtete man eine aus Dresden angekaufte Notbrücke, die westlich der alten Brücke 279 m lang auf 15 Holzpfeilern den Fluss überspannte. Am 3. Juli sperrte man die Alte Brücke für den Verkehr und begann unmittelbar mit dem Abriss. Die Namen der beiden Frankfurter, die als letzte die Brücke überquerten, sind bekannt: Ein Herr Heymann aus der Heidestraße und der Gastwirt Effelsberger vom Alten Markt. Damit ging die jahrhundertealte Geschichte der Brücke zu Ende.
Die Bauarbeiten an der neuen Brücke, die auf Beschluss der Stadtverordnetenversammlung den Namen Kaiserbrücke erhalten sollte, begannen 1915 auf der Sachsenhäuser Seite mit den beiden Pfeilern, die den Müllermain überspannen. Durch den Ersten Weltkrieg kamen die Arbeiten jedoch ins Stocken. Am 22. Januar 1924 wurde die Notbrücke durch starken Eisgang weggerissen. Daraufhin gründete die Stadt einen Brückenbauverein, dessen Vorsitz Oberbürgermeister Georg Voigt übernahm. Anfang Juni 1924 wurden die Bauarbeiten wieder aufgenommen, die Brücke sollte nunmehr Neue Alte Brücke heißen und 19 m breit werden. Dafür mussten die bereits entstandenen Pfeiler aufwendig umgebaut werden. Im Dezember 1925 mussten die Bauarbeiten nochmals wegen Eisgang unterbrochen werden. Am 15. August 1926 konnte die Neue Alte Brücke durch Oberbürgermeister Ludwig Landmann endlich eröffnet werden.
Bei deren Einweihung am 15. August 1926 sprach Franz Heberer im Namen der Architekten die Worte:

„Nun biste fertig, Brick, / nach langem schweren Leide. / Jetzt bring aach Frankfurt Ehr‘ und Glick / Bis in die fernste Zeite.“

Die Alte Brücke zur Mitte der 1930er-Jahre.

Die Brücke war 237,40 m lang und 19,5 m breit (davon 11 m für die Fahrbahn, je 4 m für die beiden Fußwege). Ihre acht Bögen (5 über den Hauptstrom, einer auf der Maininsel und zwei über den Müllermain) waren unterschiedlich weit, am breitesten die beiden Mittelbögen mit jeweils 29,5 m. Die Bauweise stellte einen Kompromiss dar, um einerseits leistungsfähig genug für den modernen Schiffs- und Straßenverkehr zu sein, andererseits die Traditionen der Alten Brücke zu wahren.

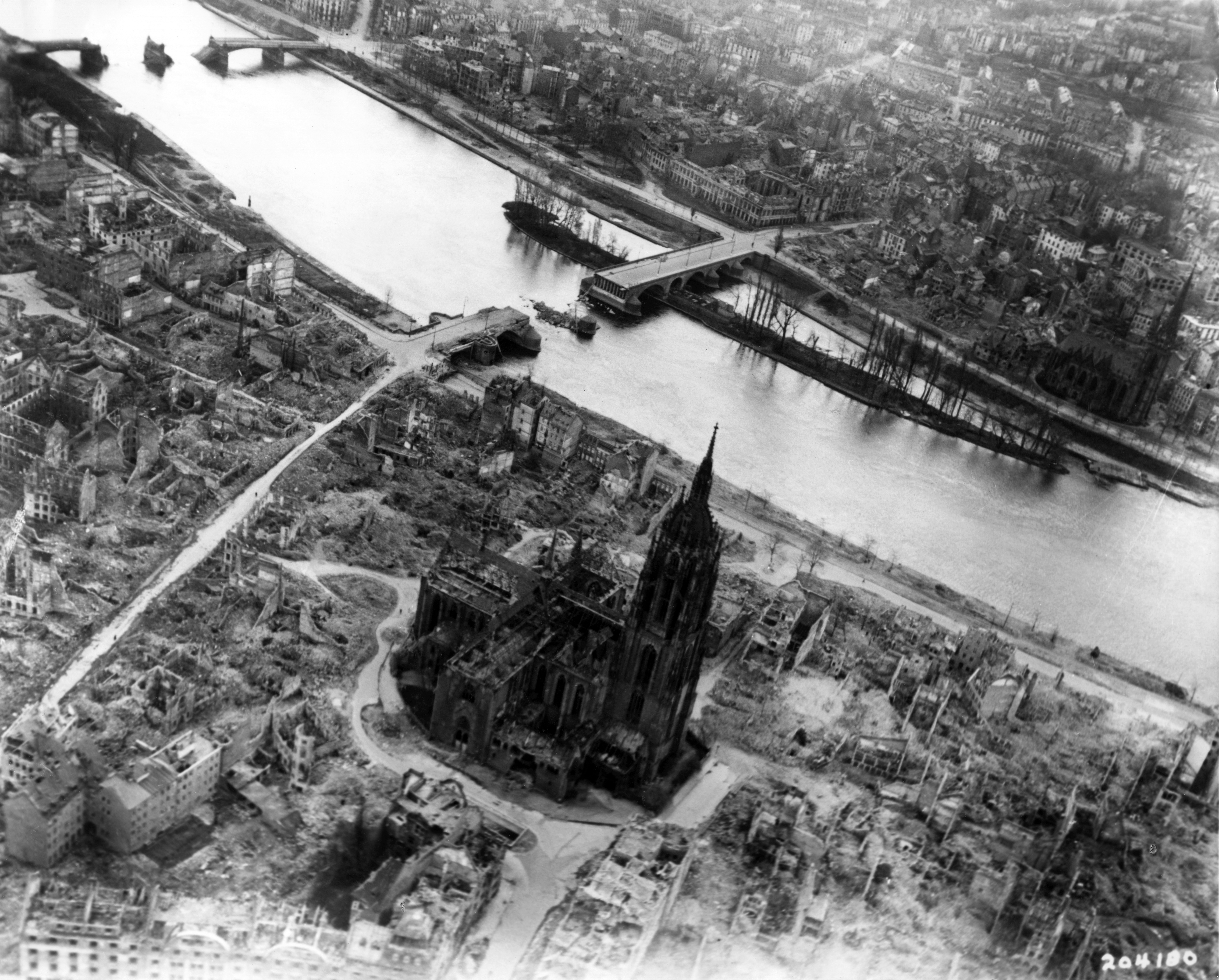
Die zerstörte Alte Brücke 1945 im Luftbild

Die Neue Alte Brücke wurde nur 18 Jahre alt: Am 26. März 1945, kurz vor Ende des Zweiten Weltkriegs, sprengte die deutsche Wehrmacht die beiden schiffbaren Brückenbögen in der Flussmitte, um den vorrückenden Alliierten Streitkräften die Überquerung des Mains zu erschweren. Ein sinnloses Unternehmen, denn schon innerhalb der folgenden drei Tage besetzten Einheiten der US-Armee die gesamte Stadt.
Schon Ende 1945 begann man mit der Reparatur der Alten Brücke (nunmehr ohne das Attribut neu). Aus Panzerplatten und anderem Kriegsmaterial wurde ein stählernes Mittelstück mit einer Tragfähigkeit bis ca. 24 Tonnen Gesamtgewicht gefertigt und eingesetzt. Gestützt wurde die Konstruktion von einem breiten stählernen Behelfspfeiler. Am 13. September 1947 wurde die Alte Brücke als zweite Frankfurter Mainbrücke nach dem Eisernen Steg wieder für den Verkehr freigegeben.

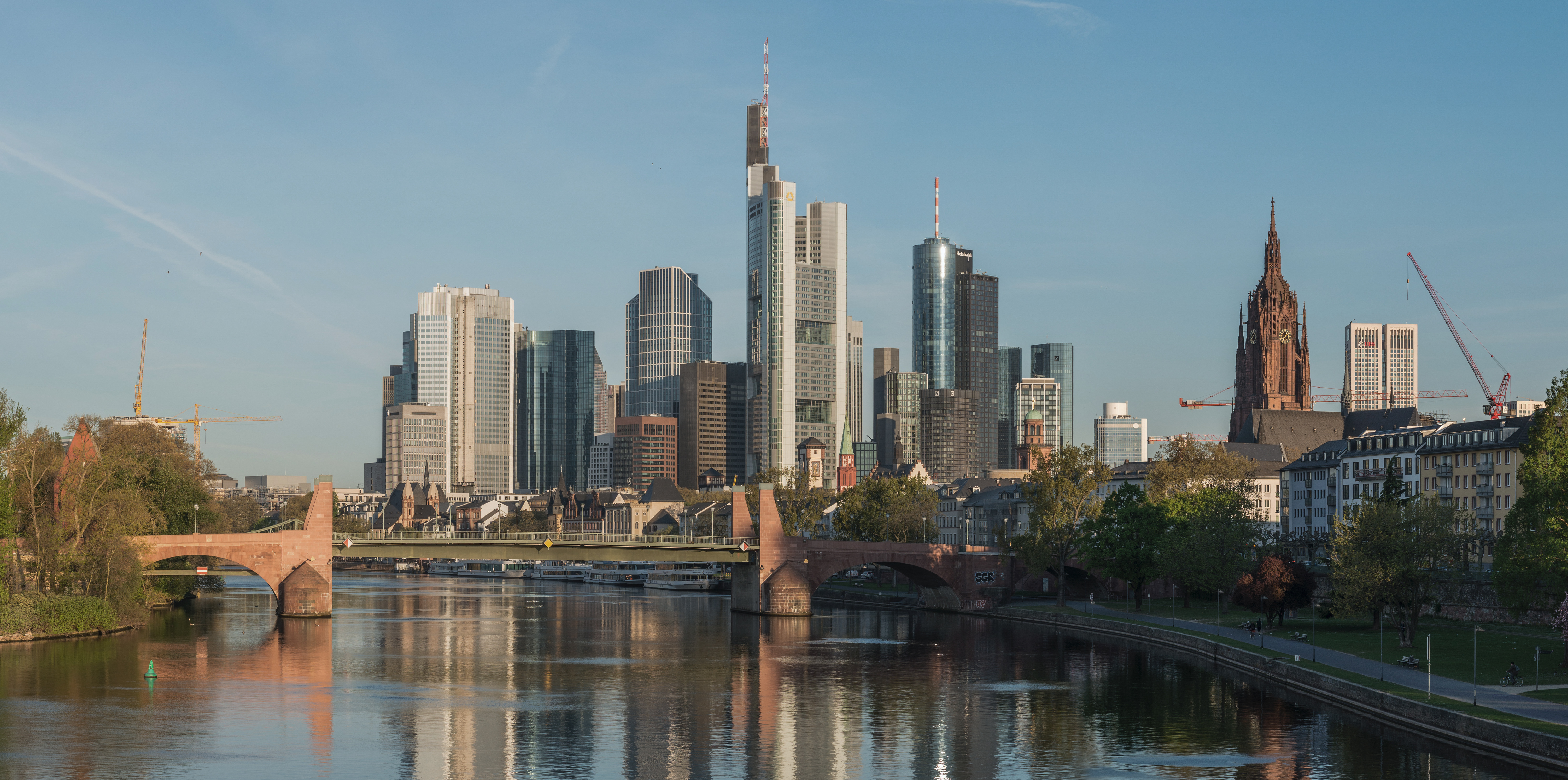
Die beiden mittleren Brückenbögen wurden 1945 gesprengt…

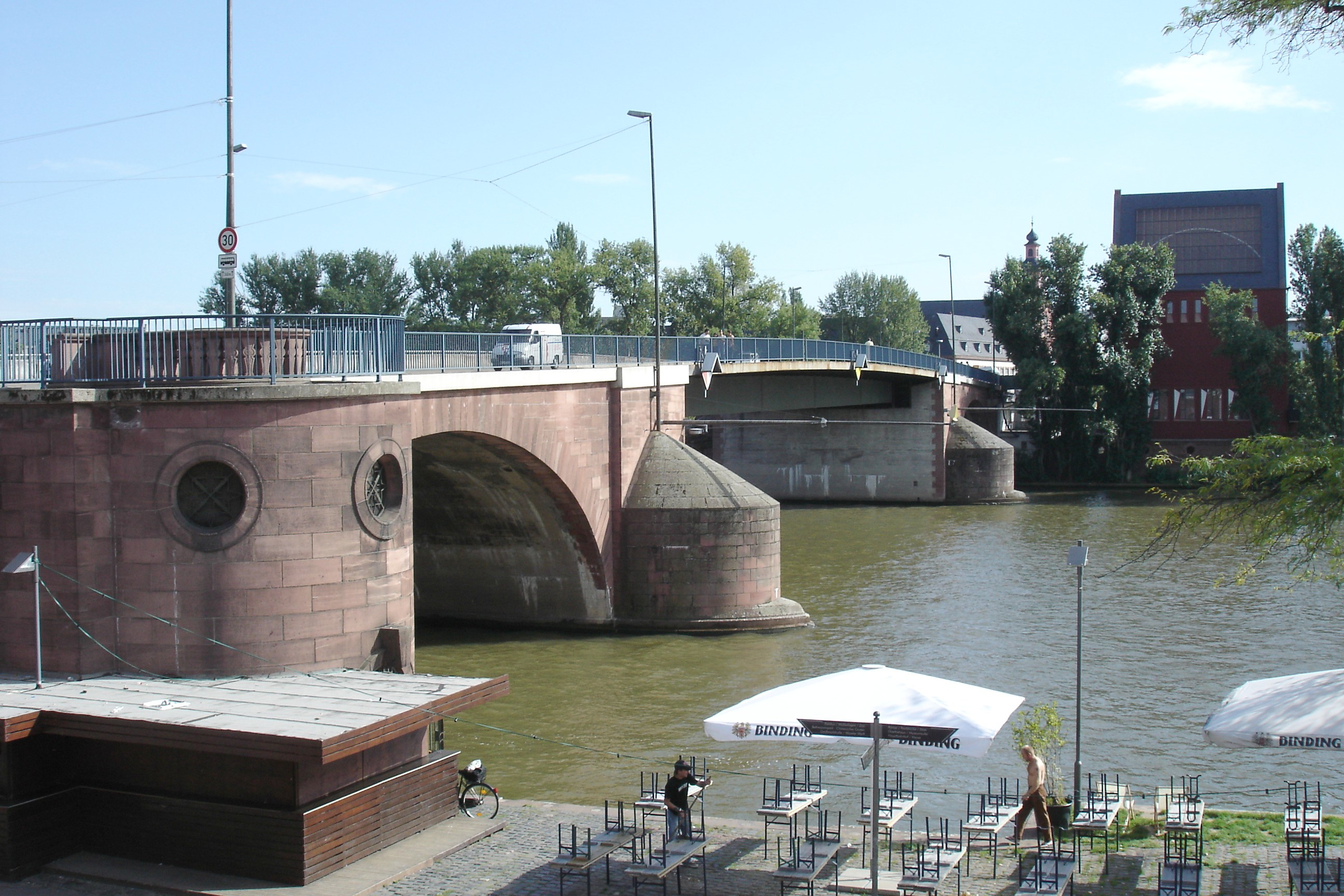
…und 1965 durch eine Stahlbrücke ersetzt

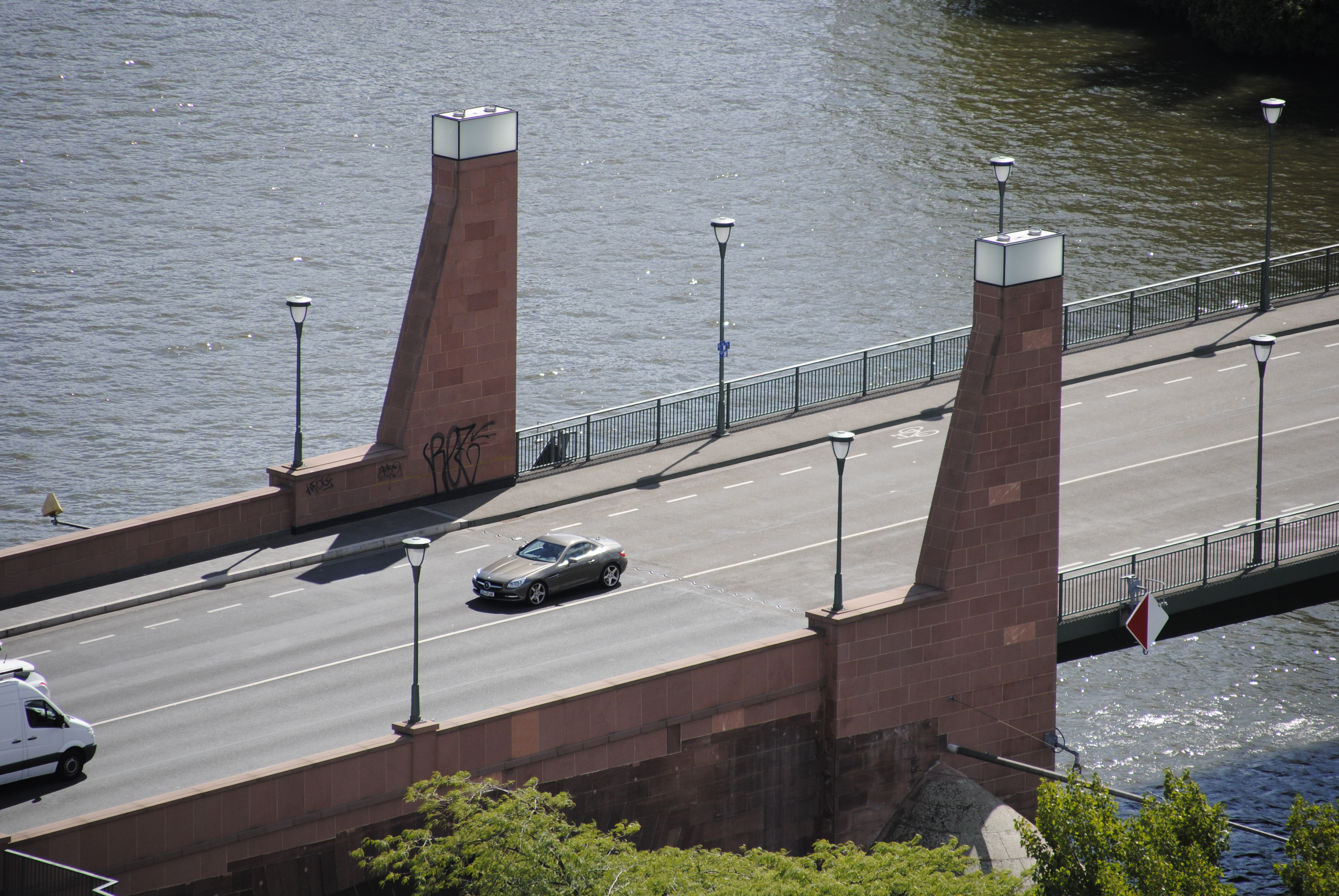
Detailansicht der Alten Brücke mit den neuen Brüstungen aus Sandstein

Da das provisorische Mittelstück nur zwei Fahrspuren zuließ, plante man schon bald einen kompletten Neubau der Brücke. Allerdings scheiterte der Neubau an den veranschlagten hohen Kosten. Mitte der 1960er Jahre entschloss man sich daher zu einer Renovierung, um die zunehmenden Verkehrsbehinderungen zu beenden. Insbesondere seit dem Bau der breiten Kurt-Schumacher-Straße, die heute die nördliche Brückenzufahrt bildet, staute sich der Verkehr oft bis weit in die Innenstadt zurück. 1964 wurde zur Entlastung der Alten Brücke östlich der Obermainbrücke die Flößerbrücke gebaut und am 1. Juni 1965 die Alte Brücke für den Verkehr gesperrt. Es wurden zwei neue, zirka 70 m lange und knapp 10 m breite stählerne Brückenteile zwischen die alten Pfeiler eingeschwommen. Wegen der anstehenden Internationalen Automobilausstellung wurden die Bauarbeiten in Rekordzeit abgeschlossen, so dass die Brücke am 16. September 1965 – pünktlich zur Eröffnung der IAA – wieder für den Verkehr freigegeben wurde. Über die fünf Fahrspuren rollen heute rund 29.000 Fahrzeuge täglich.
Die an der Alten Brücke aufgetretenen Schäden wurden 1996 behelfsmäßig saniert. Im Dezember 2000 beschloss die Stadtverordnetenversammlung eine Grundinstandsetzung der gesamten Brücke. Einen 2001 durchgeführten Architektenwettbewerb gewann der Architekt Christoph Mäckler mit einem Entwurf, der die historischen Elemente des Baus betont und künftig stärker zur Geltung kommen lassen will. 2004 beschloss die Stadtverordnetenversammlung, dass die Sanierung unmittelbar nach der Fußball-Weltmeisterschaft 2006 beginnen sollte. Die Bauarbeiten verzögerten sich jedoch, weil sie mit der ebenfalls erforderlichen Instandsetzung der Kurt-Schumacher-Straße kombiniert werden sollten, um den Individualverkehr in der Innenstadt nicht über längere Zeit zu beeinträchtigen. Zwischenzeitlich war der Baubeginn für Mitte 2009 vorgesehen, die Baukosten wurden im Haushalt 2008 mit etwa 29 Millionen Euro angegeben.
Da die Alte Brücke die am stärksten ausgelastete innerstädtische Omnibus-Verbindung darstellt, sollte die Fahrbahn für die Aufnahme von Straßenbahn-Gleisen vorbereitet werden, um später auch eine Straßenbahnverbindung von der Konstablerwache über die Alte Brücke nach Sachsenhausen einzurichten. Die bestehenden fünf Fahrspuren einschließlich der Abbiegespuren sollten erhalten bleiben und die Brücke auf beiden Seiten getrennte Fuß- und Radwege erhalten. Dafür hätte die Brücke jedoch verbreitert werden müssen. Nachdem noch 2013 zwei Kilometer östlich als neue Mainquerung die Osthafenbrücke eröffnet werden sollte, hatte das Stadtparlament jedoch beschlossen, die Brücke zunächst nicht zu verbreitern und nur den Bestand zu sanieren – für vergleichsweise günstige 4,5 Millionen Euro. Die Sanierungsarbeiten fanden zwischen Juni und Dezember 2014 statt. Zugunsten der Rad- und Fußwege wurde auf die mittlere fünfte Fahrspur für Linksabbieger verzichtet. Die Brücke erhielt neue Brüstungen aus Sandstein und eine neue Beleuchtungsanlage.

## Die Entwicklung der Maininsel und des Müllermains

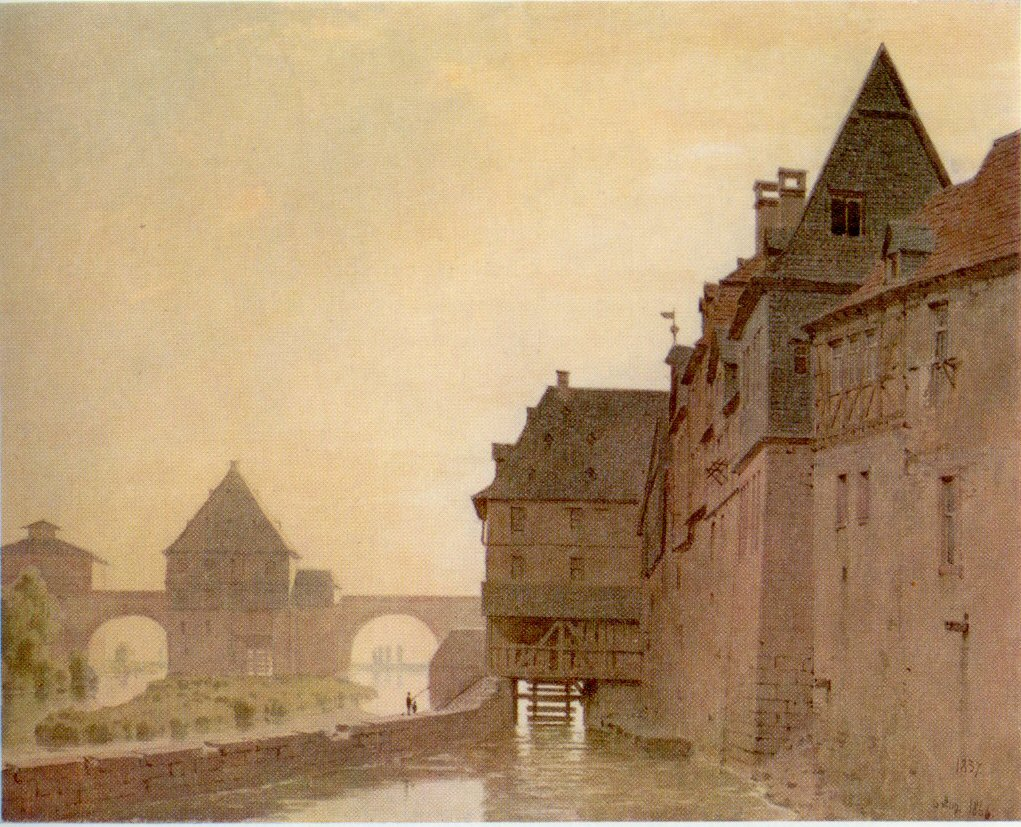
Der Müllermain, Aquarell von Carl Theodor Reiffenstein

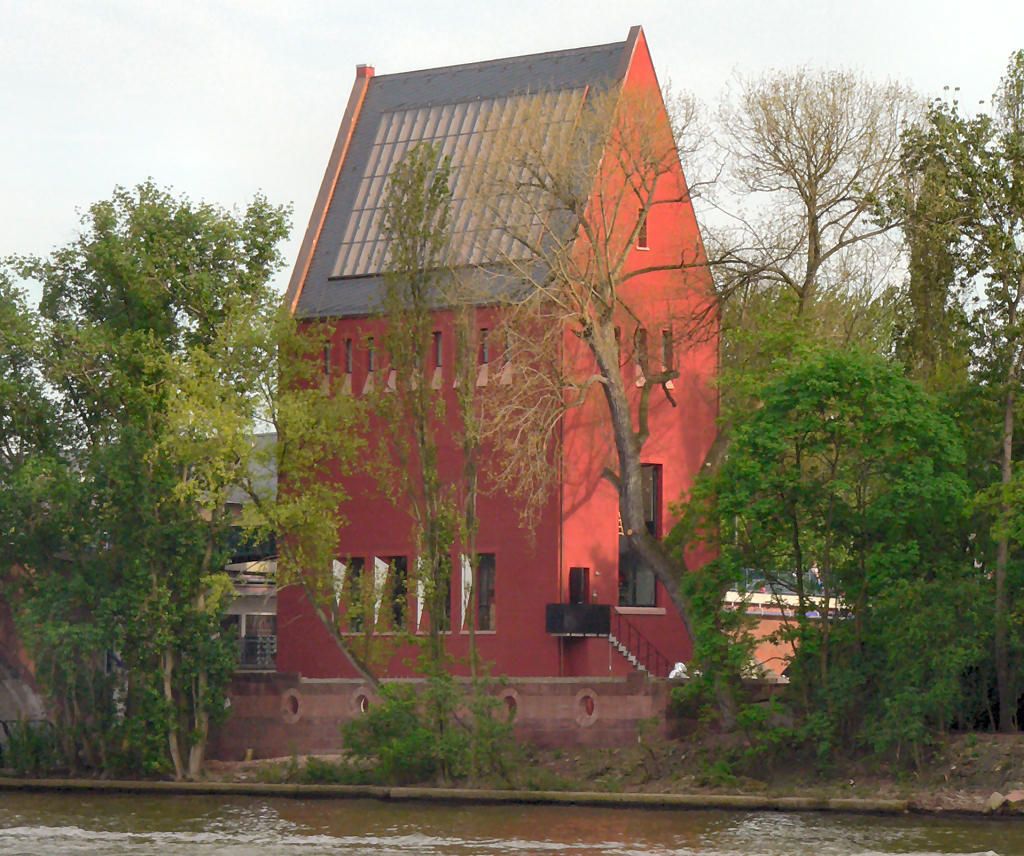
Neuer Portikus auf der Maininsel

Eine Besonderheit der Alten Brücke ist die Maininsel, die ihre Gestalt im Laufe der Jahrhunderte immer wieder veränderte. Auf den älteren Plänen, z. B. dem Plan von Merian aus dem Jahr 1628, sieht man drei kleine Inseln oberhalb der Alten Brücke, während sich unterhalb der Brücke nur eine Sandbank im Fluss befand. Auf Stadtplänen des 18. Jahrhunderts sind diese Inseln weitgehend verschwunden. Erst im 19. Jahrhundert findet sich auf Bildern und Plänen wieder eine Insel, die von mehreren kleinen Kanälen durchzogen war, den Zu- und Abläufen der Brückenmühlen.
Damals lag das Sachsenhäuser Mainufer wesentlich weiter südlich als heute. Der rund 20 m breite Hochkai mit der Uferstraße und der 23 m breite Tiefkai wurden erst nach 1880 angelegt, bis dahin reichte der Main unmittelbar an die Fassaden der ersten Häuser. Oberhalb der Brücke reichte die Sachsenhäuser Stadtmauer bis an den Fluss. Der Mainarm zwischen der Insel und dem Sachsenhäuser Ufer wird bis heute als Müllermain bezeichnet, weil er das Flusswasser zu den beiden Brückenmühlen und der etwas weiter westlich am Ufer gelegenen Sachsenhäuser Mühle leitete.
Beim Bau der Neuen Alten Brücke wurde auch die Maininsel befestigt. Sie ist heute etwa 300 m lang und 30 m breit. Durch die Brücke wird sie in eine obere und eine untere Insel geteilt. Sie ist dicht mit hohen Bäumen, hauptsächlich Pappeln und Weiden, bewachsen und ein Brutgebiet für zahlreiche Wasservögel. Außerdem ist sie ein wichtiger Rastplatz für Zugvögel. Die Insel ist deshalb nicht für die Öffentlichkeit zugänglich. Sie steht zwar nicht unter Naturschutz, der Magistrat der Stadt hat sich in seinem Beschluss vom 23. Juni 1977 allerdings selbst verpflichtet, sie so zu behandeln.
Der schmale Müllermain ist wegen seiner geringen Wassertiefe für die Schifffahrt gesperrt, nur für Sportboote gibt es dort einige Schwimmstege.
Auf der Maininsel entstand 2005 bis 2006 westlich der Brücke ein Neubau der Ausstellungshalle Portikus für zeitgenössische Kunst. Der massive Ziegelbau mit steilem Satteldach und einem der Brücke zugewandten Spitzgiebel ist ein Entwurf des Architekten Christoph Mäckler, nach dessen Plänen 2014 auch die Alte Brücke saniert wurde. Der Gebäudename Neuer Portikus leitet sich ursprünglich als Portikus von der Säulenvorhalle der Alten Stadtbibliothek an der Obermainbrücke ab. Dort befand sich viele Jahre die Ausstellungshalle, bis sie beim Wiederaufbau der Alten Stadtbibliothek 2003 bis 2005 verlegt wurde.
Auch östlich der Alten Brücke plante Mäckler ein rund 30 Meter hohes Gebäude. Es sollte im unteren Teil einen Durchgang für den Ruderverein und ein Restaurant aufnehmen, in den oberen Geschossen vier Eigentumswohnungen. Das Projekt war jedoch umstritten, da es ein weitgehend naturbelassenes Areal mitten in der Stadt bebaut sowie mehrere Bäume und die Brutplätze zahlreicher Vögel bedroht hätte. Außerdem hätte sich der ursprünglich angestrebte gemeinnützige Charakter laut einer Bürgerinitiative zu einem „privaten Investorenwunschtraum“ mit 4 Millionen Euro Baukosten gewandelt. Nachdem die Bürgerinitiative mehr als 6000 Unterschriften gesammelt hatte und mehrere Oppositionsfraktionen im Frankfurter Stadtparlament Anträge gegen den Bau gestellt hatten, sprachen sich auch die dortigen Mehrheitsfraktionen CDU und Grüne in einer gemeinsamen Presseerklärung gegen den Bau aus, das Projekt ist somit vom Tisch.

## Bauten auf der Alten Brücke

### Die Brückentürme
Erstmals werden die beiden Brückentürme 1306 urkundlich erwähnt, als sie durch Hochwasser und Eisgang zerstört wurden. 1342 wurde der Sachsenhäuser Turm erneut Opfer des Hochwassers, aber umgehend wieder aufgebaut. Sein Dachgeschoss war mit fünf Türmchen geschmückt. 1729 erhielt er eine Schlaguhr.
Der Frankfurter Brückenturm war reich mit Malereien verziert: 1392 wurde der Durchgang mit einem Fresko des Martyriums Christi ausgemalt, um 1500 ließ der Rat ein sogenanntes Judenschandbild, die Judensau, ergänzen. Trotz aller Eingaben der jüdischen Gemeinde blieb dieses Zeugnis für öffentlichen Antijudaismus bis zum Abriss des Turmes erhalten, es wurde sogar immer wieder erneuert.
Auf der Südseite (der Brückenseite) trug die Turmfassade seit 1502 eine Sonnenuhr und einen Reichsadler, auf der Nordseite (der städtischen Seite) einen städtischen Adler (die gleiche Situation hat sich bis heute am Eschenheimer Turm erhalten). 1610 fügte der Maler Philipp Uffenbach eine Illustrierung der Brückenfreiheit hinzu.
Die Tore der Brückentürme wurden nachts geschlossen, so dass bei Nacht niemand die Brücke überqueren konnte.
Da der Frankfurter Brückenturm früher errichtet war, hieß er auch der Alte Brückenturm. Er diente als Gefängnis, und 1693 wurde die Folter aus der Katharinenpforte hierher verlegt. 1616 wurden die Köpfe von Vinzenz Fettmilch und drei weiteren Anführern des Fettmilch-Aufstandes an der Südseite des Turmes angebracht. Johann Wolfgang Goethe berichtet in Dichtung und Wahrheit, dass sie noch 150 Jahre später dort hingen, einer der Köpfe war sogar noch bis zum endgültigen Abriss des Brückenturmes 1801 dort vorhanden. Der Sachsenhäuser Brückenturm war bereits 1769 abgebrochen worden. Nach seinem Vorbild wurde Anfang des 20. Jahrhunderts der große Rathausturm, der Lange Franz, errichtet.

### Die Brückenmühlen

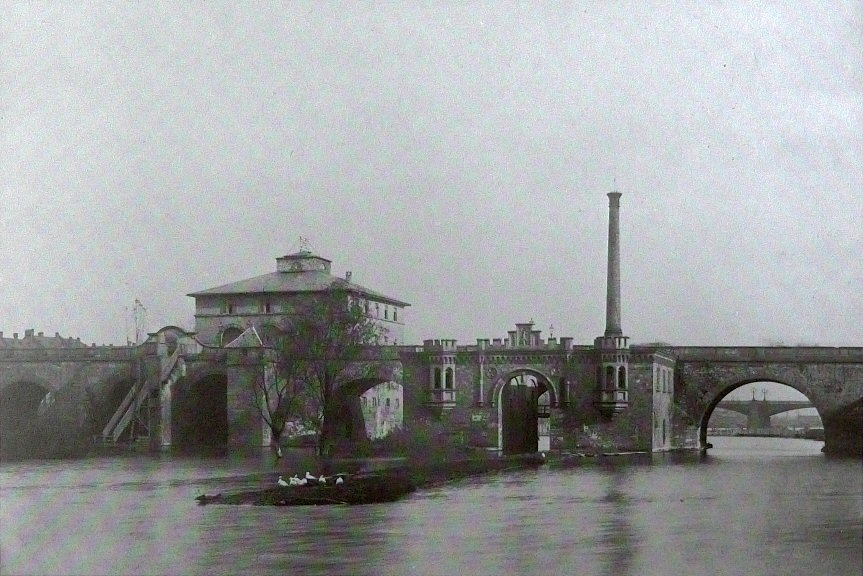
Das Pumpwerk auf der Alten Brücke (1882)

1411 wurde auf der Brücke die erste Mühle gebaut. Es war die bei weitem größte und bedeutendste Mühle Frankfurts. Sie wurde 1635 bei dem bereits erwähnten Gefecht zwischen schwedischen und kaiserlichen Truppen zerstört. An ihrer Stelle wurden zwei etwas kleinere Mühlen erbaut, eine westliche, nach Sachsenhausen hin gelegene, und eine östliche, nach Frankfurt zu. Auch diese Mühlen mussten immer wieder erneuert werden, z. B. 1718 nach einem durch Blitzschlag ausgelösten Brand. 1852 wurde die westliche Mühle abgerissen und an ihrer Stelle 1856 bis 1858 ein dampfbetriebenes Pumpwerk errichtet, das die Sachsenhäuser Gärtnereien mit Mainwasser versorgte. Das Pumpwerk wurde bereits 1890 wieder stillgelegt und abgerissen. Die östliche Mühle stand noch bis 1914, dann wurde sie mit der Alten Brücke abgebrochen. Die in den beiden Mühlen geborenen Frankfurter nannte man Gickelbürger.

### Die Katharinenkapelle

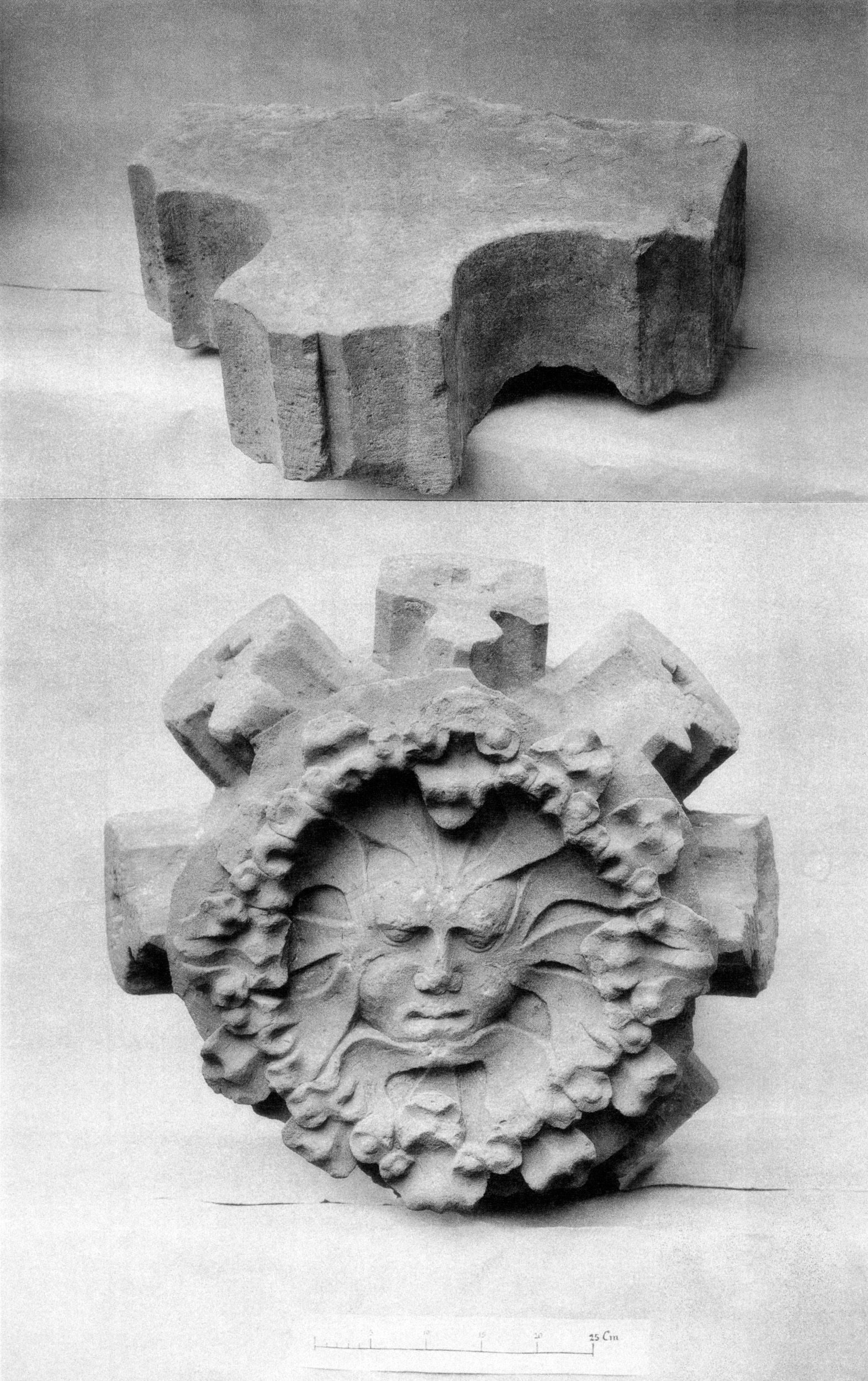
1866 und 1878 geborgene Teile der Katharinenkapelle, 1880

Bereits Anfang des 14. Jahrhunderts gab es eine kleine, wohl aus Holz errichtete, Kapelle auf der Brücke, die beim Hochwasser 1306 zerstört wurde. 1322 erwähnte Albrecht von der Hofstatt in seinem Testament eine neue Kapelle beim Sachsenhäuser Brückenturm. Erst 1338 wurde die schöne und reich geschmückte Kapelle vollendet und am 27. September der Heiligen Katharina geweiht, der Schutzheiligen der Schiffer. Bereits 1342 wurde die Kapelle beim Magdalenenhochwasser zerstört und nicht wieder aufgebaut. Wenige Jahre darauf stiftete der Patrizier Wicker Frosch die Katharinenkirche in der Neustadt. 1866 und 1878 fand man bei Bauarbeiten an der in den Schriftquellen erwähnten Stelle tatsächlich gut erhaltene Überreste der Kapelle.

### Weitere Bauten
Das Rattenhäuschen befand sich von 1499 bis 1569 auf einem Pfeiler an der Ostseite der Brücke. Im 15. Jahrhundert hatten in der Stadt die Ratten überhandgenommen. Der Aufseher im Rattenhäuschen, der Rattenmesser, zahlte für jede getötete Ratte einen Heller, schnitt ihr den Schwanz als Quittung ab und warf den Rest in den Main. Für die Finanzierung zog man die Strafgelder heran, die die Juden bei Übertretungen zahlen mussten. 1569 wurde das Rattenhäuschen in ein Pulvermagazin umgewandelt, nachdem offenbar einige Bürger begonnen hatten, die Rattenzucht als Einnahmequelle zu nutzen.
Auf der westlichen Brückenseite nördlich vom ungewölbten Pfeiler befanden sich die beiden seit dem 15. Jahrhundert erwähnten Heimlichen Gemache, öffentliche Bedürfnisanstalten für Männer und für Frauen. Sie waren vom Rat gestiftet worden.
Im Lauf des 19. Jahrhunderts wurde der Rudersport populär, dem seit dieser Zeit auch auf dem Main nachgegangen wird. Mit dem Frankfurter Ruder-Verein von 1865 wurde am 28. Juli 1865 die erste Ruderergemeinschaft im deutschen Binnenland gegründet, die ab 1871 die erste internationale Regatta auf dem Main ausrichtete. Seitdem ist der Verein auch auf der Maininsel ansässig. Das Bootshaus zwischen zwei Pfeilern der Alten Brücke wurde in seiner heutigen Form 1948 gebaut.

### Das Denkmal Karls des Großen

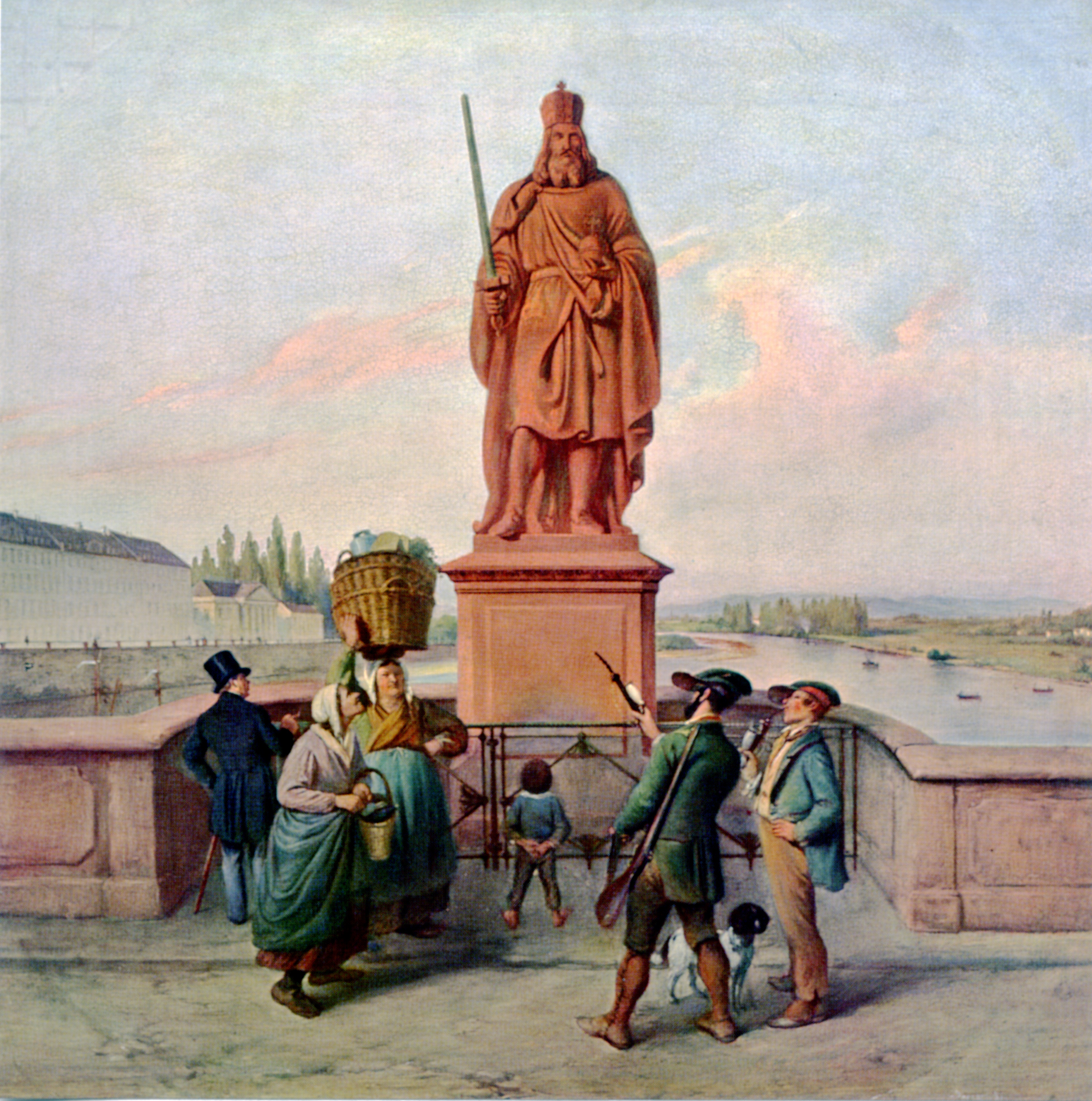
Standbild Karls des Großen auf der Alten Brücke. Gemälde von Jakob Fürchtegott Dielmann, um 1845

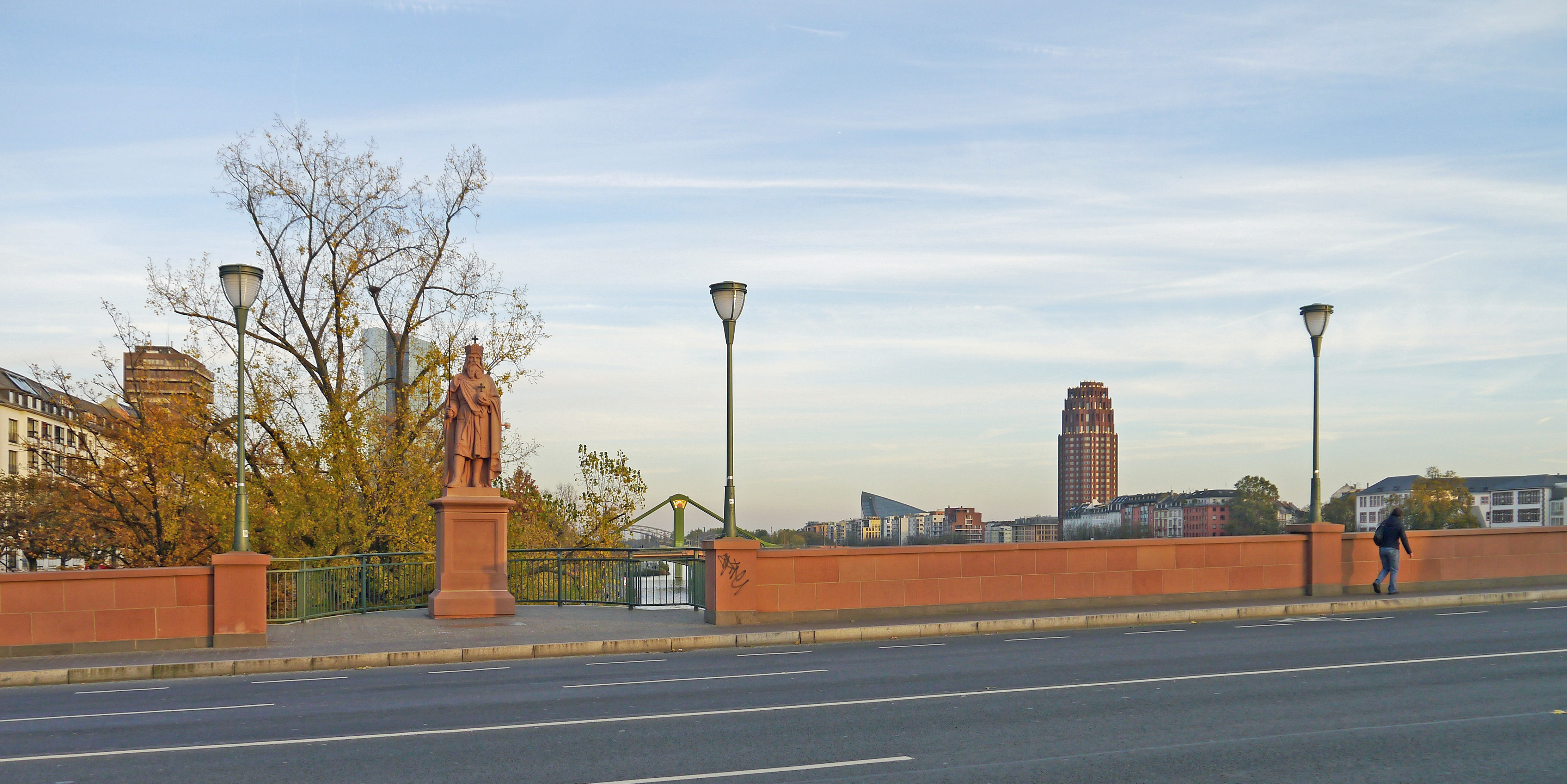
Karl der Große-Statue 2016 auf der Alten Brücke

Am 23. August 1843 zum tausendsten Gedenktag der Reichsteilung von Verdun schenkte das Städelsche Kunstinstitut der Stadt ein Standbild Kaiser Karls des Großen. Die Skulptur aus rotem Mainsandstein, eine Arbeit des Bildhauers Johann Nepomuk Zwerger, wurde auf dem östlichen, der Stadt zugewandten Mittelpfeiler der Brücke aufgestellt. Beim Abriss der Alten Brücke 1914 kam das Standbild in den Hof des Historischen Museums. Während der Bombenangriffe im März 1944 wurde die Statue dort schwer beschädigt (Kopf und Hände wurden zerstört). 1986 wurde sie vor dem Eingang des Historischen Museums am Römerberg neu aufgestellt, nachdem der Bildhauer Edwin Hüller der Figur Kopf und Hände neu gestaltet hatte. 2011 wurde das Museum für einen Neubau abgerissen und die Skulptur landete einstweilen wieder im Depot. Als die Pläne zur Erweiterung und notwendigen Sanierung der Alten Brücke diskutiert wurden, kam der Wunsch aus der Bevölkerung, die Skulptur wieder an ihrem angestammten Platz auf der Brücke aufzustellen. Da die Finanzen der Stadt ein derartiges Projekt damals nicht erlaubten, gründete sich unter anderem zu diesem Zweck 2006 der Brückenbauverein Frankfurt e. V. unter dem Vorsitz des Architekten Christoph Mäckler. Ende 2014 beschloss die Stadtverordnetenversammlung, das Original im Neubau des Historischen Museums zu belassen und stattdessen eine Kopie auf der Alten Brücke aufzustellen, und zwar dort, wo 1967 bis 2013 der Standort des Brickegickels war. Am 1. Oktober 2016 weihte Oberbürgermeister Feldmann das von dem Bildhauer Andreas Hoferick rekonstruierte Denkmal ein.

### Der Brickegickel

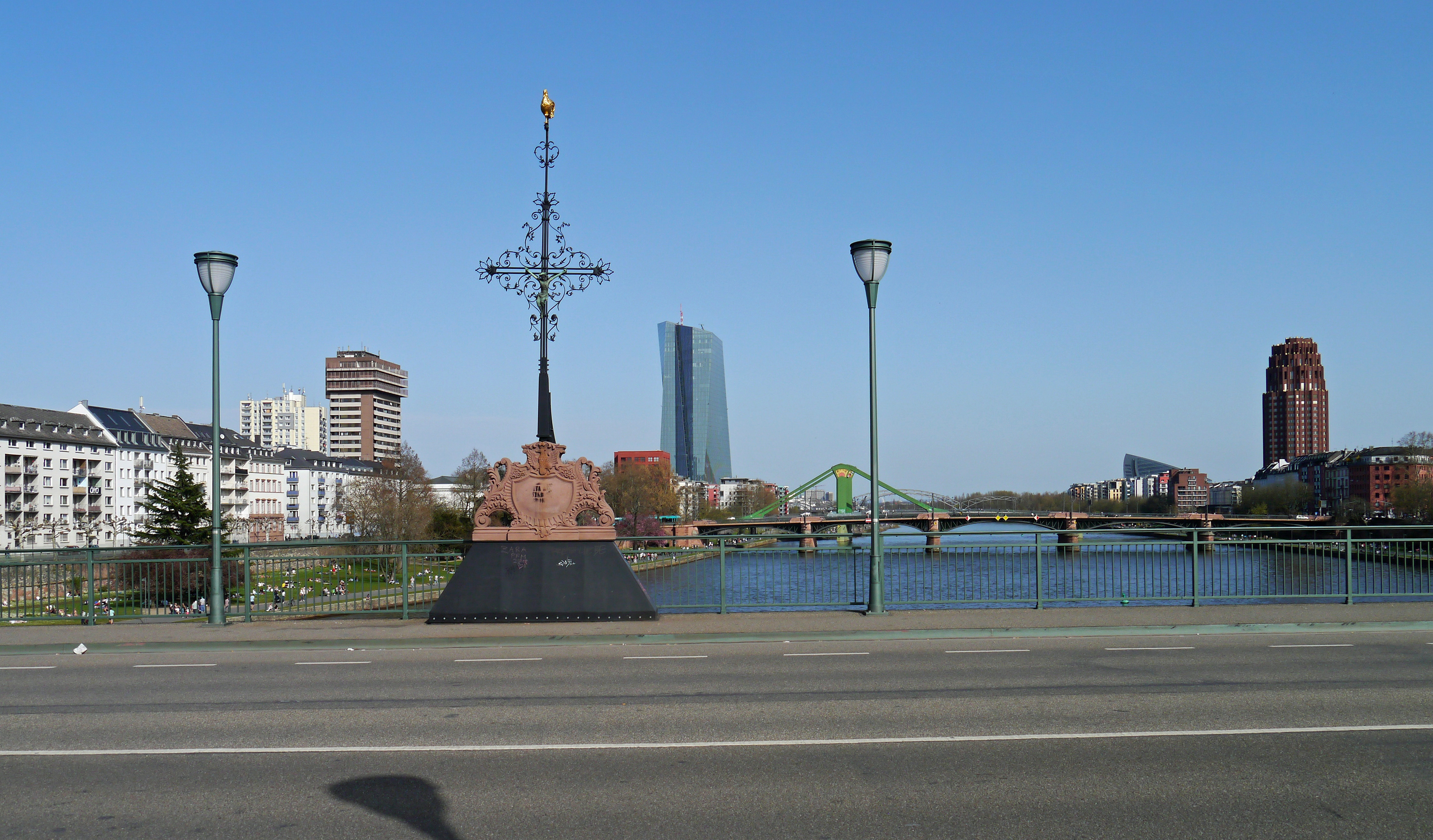
Sandsteinsockel, Kruzifix und Brickegickel, 2018

Untrennbar mit der Geschichte der Alten Brücke ist der Brickegickel (Brückenhahn) verbunden. 1401 wurde ein Kruzifix auf dem mittleren Bogen der Brücke, dem Kreuzbogen, aufgestellt, um die Stelle des tiefsten Fahrwassers zu markieren. An der Spitze des Kruzifixes befand sich ein goldener Hahn, als Symbol der Wachsamkeit, aber auch der Reue über den Verrat des Petrus an seinem Herrn Jesus. Der Hahn sollte also die Schiffsleute zur Wachsamkeit mahnen, wenn sie ihr Schiff durch die Strömung unter dem engen Brückenbogen steuern mussten. Außerdem fanden an dieser Stelle jahrhundertelang Hinrichtungen statt. Wenn die letzten Blicke des Verurteilten auf den Brickegickel fielen, ermahnte ihn der Hahn zur Buße, während das Kruzifix ihm die göttliche Gnade und Vergebung seiner Sünden verhieß.
Fünfmal musste der Brickegickel im Laufe der Jahrhunderte erneuert werden:
- Der erste versank bereits 1434 bei einem Orkan im Main,
- Der zweite wurde 1635 im Dreißigjährigen Krieg von schwedischen Truppen heruntergeschossen. Während der Belagerung Frankfurts im Fürstenkrieg 1552 war er bereits beschädigt worden.
- Der dritte versank am 16. Dezember 1739 beim Einsturz der Brücke in den Fluten und wurde nicht mehr gefunden.
- Der vierte wurde mit einem neuen Sockel und einem Kruzifix – beide in spätbarocken Formen – 1750 gefertigt und stand bis zu ihrem Abriss 1914 auf der Alten Brücke sowie von 1926 bis 1945 auf der an ihrer Stelle errichteten Neuen Alten Brücke. Auch der spätbarocke Sandsteinsockel und die Kunstschlosserarbeit des Kruzifixes stammten in ihren Formen noch aus dieser Zeit. Im Zweiten Weltkrieg wurden am 26. März 1945 zwei Bögen der Brücke von der deutschen Wehrmacht gesprengt, um den Vormarsch der US-Armee aufzuhalten. Dabei wurden Sockel und Kruzifix zerstört, der Brickegickel fiel in den Main, konnte aber geborgen werden. Anschließend wurde er im Historischen Museum verwahrt. Bei der Untersuchung stellte sich heraus, dass er mehrere Einschusslöcher aufwies, die er wahrscheinlich am 31. Oktober 1813 bei Gefechten zwischen französischen und bayerischen Truppen erhalten hatte.
- Der fünfte wurde zusammen mit getreuen Kopien des verlorenen Sockels und des Kruzifixes am 7. Dezember 1967 auf der renovierten Alten Brücke aufgestellt.
- Der sechste Brickegickel wurde im September 1994 errichtet, nachdem sein Vorgänger 1992 gestohlen worden war. Eine Spende von Helmut Gärtner, langjähriger Frankfurter Ortsvorsteher, aus Anlass seiner Wahl zum Ersten Stadtrat von Eschborn ermöglichte seine Herstellung durch den Bildhauer Edwin Hüller, der auch den Vorgänger von 1967 gestaltet hatte. Der heutige Brickegickel ist aus Bronze und mit einer Schicht aus Gold überzogen. 2013 bis 2017 wurde der Brickegickel saniert und am 13. November 2017 an der stromaufwärts gelegenen Seite in der Mitte der Brücke wieder aufgestellt, also an seinem historischen Standort.[23]

## Sagen um die Alte Brücke

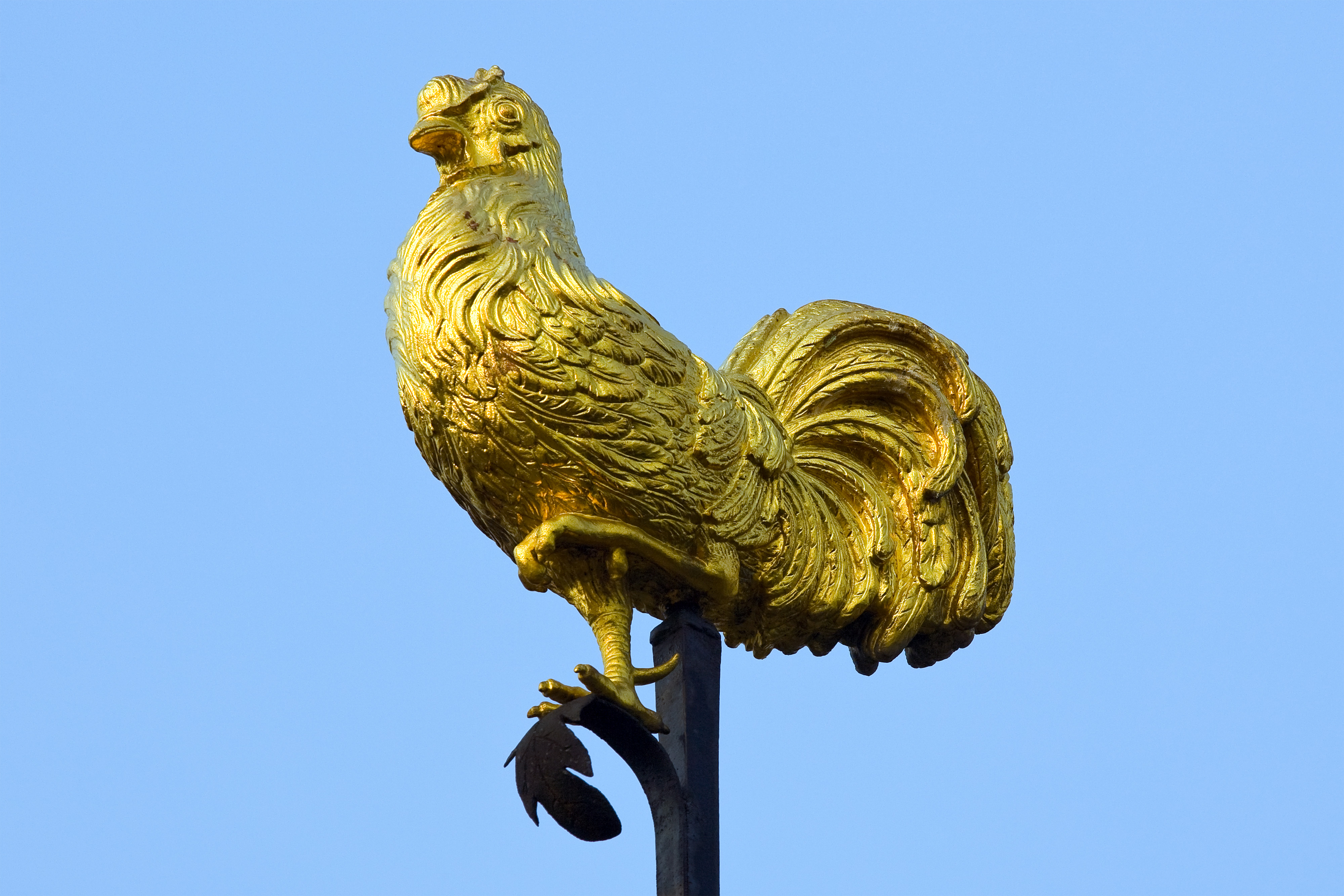
Der erste Begeher der Brücke

Die Brüder Grimm überliefern in ihren Deutschen Sagen die Geschichte von der Sachsenhäuser Brücke zu Frankfurt:

„In der Mitte der Sachsenhäuser Brücke sind zwei Bogen oben zum Teil nur mit Holz zugelegt, damit dies in Kriegszeiten weggenommen und die Verbindung leicht, ohne etwas zu sprengen, gehemmt werden kann. Davon gibt es folgende Sage:

Der Baumeister hatte sich verbindlich gemacht, die Brücke bis zu einer bestimmten Zeit zu vollenden. Als diese herannahte, sah er, daß es unmöglich war, und wie nur noch zwei Tage übrig waren, rief er in der Angst den Teufel an und bat um seinen Beistand. Der Teufel erschien und erbot sich, die Brücke in der letzten Nacht fertig zu bauen, wenn ihm der Baumeister dafür das erste lebendige Wesen, das darüber ging, überliefern wollte. Der Vertrag wurde geschlossen, und der Teufel baute in der letzten Nacht, ohne daß ein Menschenauge in der Finsternis sehen konnte, wie es zuging, die Brücke ganz richtig fertig.

Als nun der erste Morgen anbrach, kam der Baumeister und trieb einen Hahn über die Brücke vor sich her und überlieferte ihn dem Teufel. Dieser aber hatte eine menschliche Seele gewollt, und wie er sich also betrogen sah, packte er zornig den Hahn, zerriß ihn und warf ihn durch die Brücke, wovon die zwei Löcher entstanden sind, die bis auf den heutigen Tag nicht können zugemauert werden, weil alles in der Nacht wieder zusammenfällt, was tags daran gearbeitet ist. Ein goldener Hahn auf einer Eisenstange steht aber noch jetzt zum Wahrzeichen auf der Brücke.“

Diese Sage wird in ganz ähnlicher Form auch über andere Brücken erzählt, z. B. die Teufelsbrück, die Steinerne Brücke in Regensburg und den Bau des Domes und der Brücke in Bamberg. Anstelle eines Hahns werden allerdings oft andere Lebewesen über die Brücke getrieben, z. B. ein Ziegenbock oder eine Gams. Hinter diesen Brückensagen steckten wahrscheinlich uralte Überlieferungen, z. B. der Glaube an heidnische Flussgötter, die nur durch ein Opfer zu besänftigen waren. Außerdem gehörte der Brückenbau seit den Zeiten der Antike zu den schwierigsten und meistbewunderten technischen Aufgaben; für abergläubische Naturen war es leicht vorstellbar, dass er nur mit Hilfe übernatürlicher Mächte gelingen konnte.
Mit den Kämpfen zwischen schwedischen und kaiserlichen Truppen im August 1635 verbindet sich die Sage vom Schwedenschuß:

„An dem eisernen Kreuze auf der Sachsenhäuser Brücke hängt ein eisernes Christusbild, das in der rechten Wade eine tiefe Schußwunde hat. Damit aber ging es so zu.

Im Jahr 1635 waren die Schweden in der Stadt und hatten mit den Frankfurter Schützen ein heißes Gefecht auf der Brücke. Da sah ein Schwede das eiserne Christusbild an dem Kreuze, und in der Wuth darüber, daß die Herren Schweden so tapfern Widerstand fanden an den Frankfurtern, legte er sein geladenes Gewehr an, zielte und schoß mit einem tüchtigen Fluche nach dem heiligen Bilde.

Aber seine unheilige Rohheit ward sogleich bestraft.

Die Kugel drang zwar einen halben Zoll tief in das eiserne Bild, prallte aber dennoch zurück und gerade in die Brust und in das Herz des christusfeindlichen Schweden, der demnach zum letztenmal geschossen hatte.

Die Delle in der eisernen Wade aber ist heute noch zu sehen.“

## Die Alte Brücke und das Recht

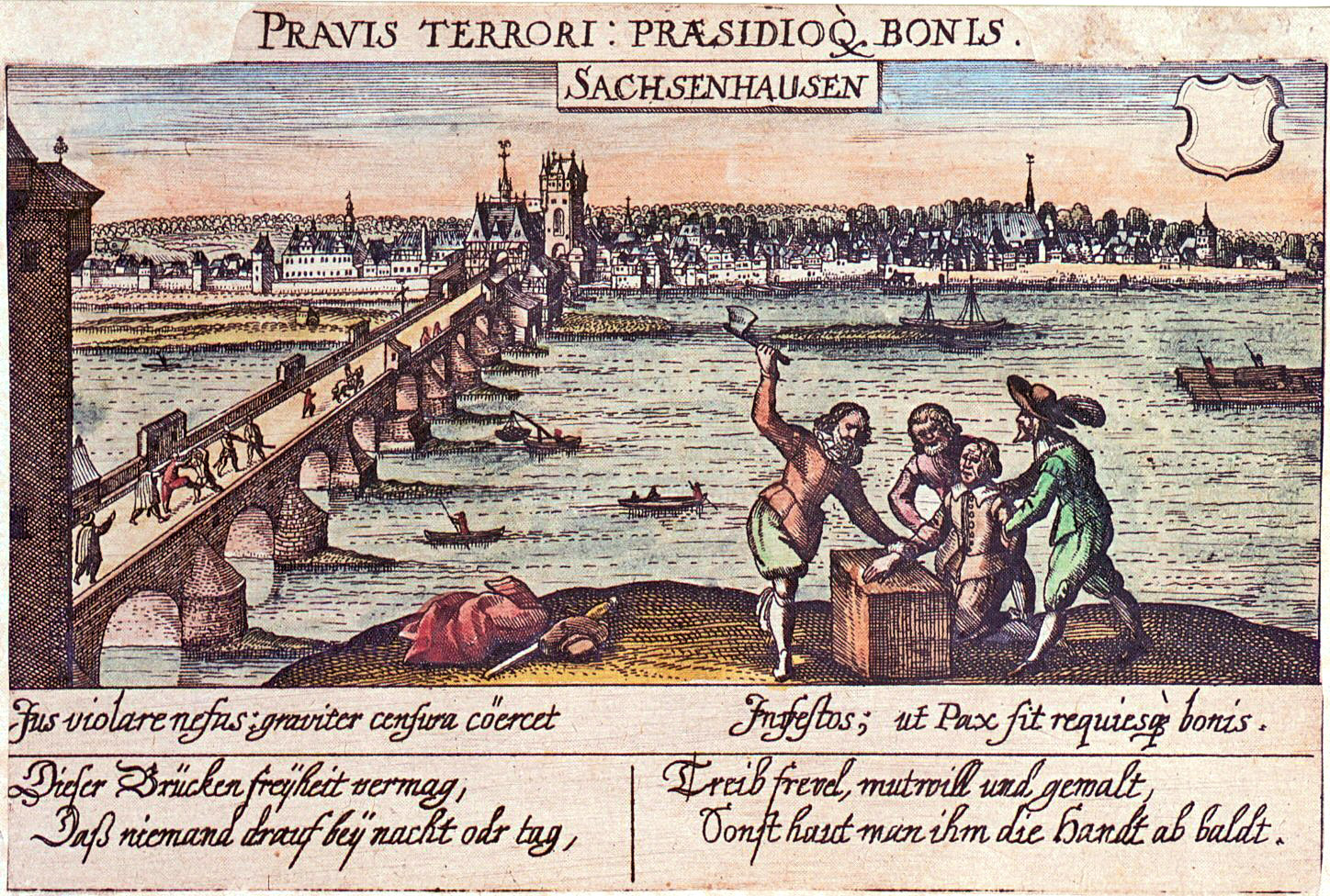
Darstellung der Brückenfreiheit

### Die Brückenfreiheit
Auf der Mainbrücke galt seit alters her ein besonderes Gewohnheitsrecht, die sogenannte Brückenfreiheit. Streng genommen lag die Brücke jenseits der Stadtmauern und damit außerhalb der Stadt. Allabendlich wurden die Brückentore geschlossen, der Aufenthalt auf der Brücke war bei Nacht strengstens verboten. Die Brückenfreiheit war mit der Pflicht verbunden, auf der Brücke Frieden zu halten. Zuwiderhandlungen waren mit drakonischen Strafen belegt. Eine Illustration, die der Maler Philipp Uffenbach 1610 für den Frankfurter Brückenturm schuf, zeigt das sehr drastisch: Das Bild zeigt drei Männer in einer Rauferei auf der Brücke. Im Vordergrund sieht man, wie demjenigen die Hand abgehackt wird, der den Streit begonnen hatte: Wer dieser Brucken Freyheit bricht, dem wird sein frevel Hand gericht. Mit solchen Darstellungen wurden die Konsequenzen von Streit und Gewalt auch denen deutlich gemacht, die nicht lesen konnten. Auch in einer 1630 von Daniel Meissner erstellten Sammlung von Kupferstichen, dem politischen Schatzkästlein, findet sich eine Darstellung der Brückenfreiheit. Neben lateinischen Gemeinplätzen, nicht das Recht zu brechen, die Übeltäter streng zu bestrafen und die Guten zu beschützen, enthält die Tafel den deutschen Text: Dieser Brücken freÿheit vermag, Daß niemand drauf beÿ nacht odr tag, Treib frevel, mutwill und gewalt, Sonst haut man ihm die Handt ab baldt.

### Die Alte Brücke als Hinrichtungsstätte
Im Mittelalter war das Ertränken die häufigste Hinrichtungsart in Frankfurt. Zuständig für die Strafverfahren war seit 1387 der Frankfurter Rat. Aus den erhaltenen Gerichtsakten ist zu ersehen, dass zwischen 1366 und 1500 91 Menschen ertränkt wurden, gefolgt von Hängen mit 70 und Enthaupten mit 58 Fällen. Im 17. Jahrhundert wurden nur noch 38 Menschen ertränkt, dagegen 133 gehängt und 28 enthauptet. Die letzte Hinrichtung durch Ertränken fand 1613 statt. Nach der peinlichen Gerichtsordnung Kaiser Karls V., der sogenannten Constitutio Criminalis Carolina war das Ertränken die vorgesehene Strafe für die Delikte Diebstahl, Kindsmord, Blutschande, Bruch der Urfehde, Vergiftung und Abtreibung.
Der Ablauf einer Hinrichtung ist in der Lersnerschen Chronik beschrieben: Die Verurteilten – zu denen auch Frauen gehörten, denn auch zum Tode verurteilte Frauen wurden im Allgemeinen ertränkt – wurden vom Brückenturm, in dem sie inhaftiert waren, auf die Alte Brücke geführt bis an die stat, da man pfleget zu richten: dem Brickegickel am Kreuzbogen. Dort band man ihnen Knie, Arme, Hände und Hals und schob sie auf einem Brett über das Brückengeländer in den Main. Wenn die letzten Blicke der Verurteilten auf den Brickegickel fielen, sollte sie der Hahn zur Buße ermahnen, während das Kruzifix ihnen die göttliche Gnade und Vergebung ihrer Sünden verhieß. An dieser Stelle war die Strömung des Flusses am stärksten, so dass der Verurteilte sofort mitgerissen wurde und ertrank. Bei hinreichendem Wasserstand wurde die Leiche erst außerhalb der Stadt wieder angelandet, so dass man sich nicht mehr darum zu kümmern brauchte. Nur bei niedrigem Wasserstand konnte es geschehen, dass ein Ertränkter noch auf Frankfurter Territorium an Land gespült wurde. In diesem Fall wurde der Leichnam auf dem Friedhof beim Gutleuthof beigesetzt. Im Gegensatz zu den anderen Hinrichtungen fanden Ertränkungen auch des Nachts statt, um auf der Brücke die sonst bei Hinrichtungen üblichen Menschenansammlungen zu vermeiden.

## Die Alte Brücke in Malerei und Literatur

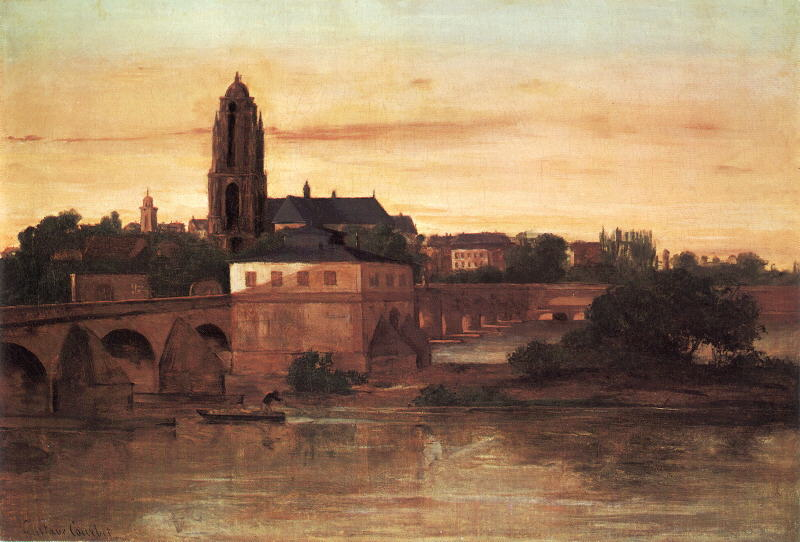
Gustave Courbet: Blick auf Frankfurt, 1858

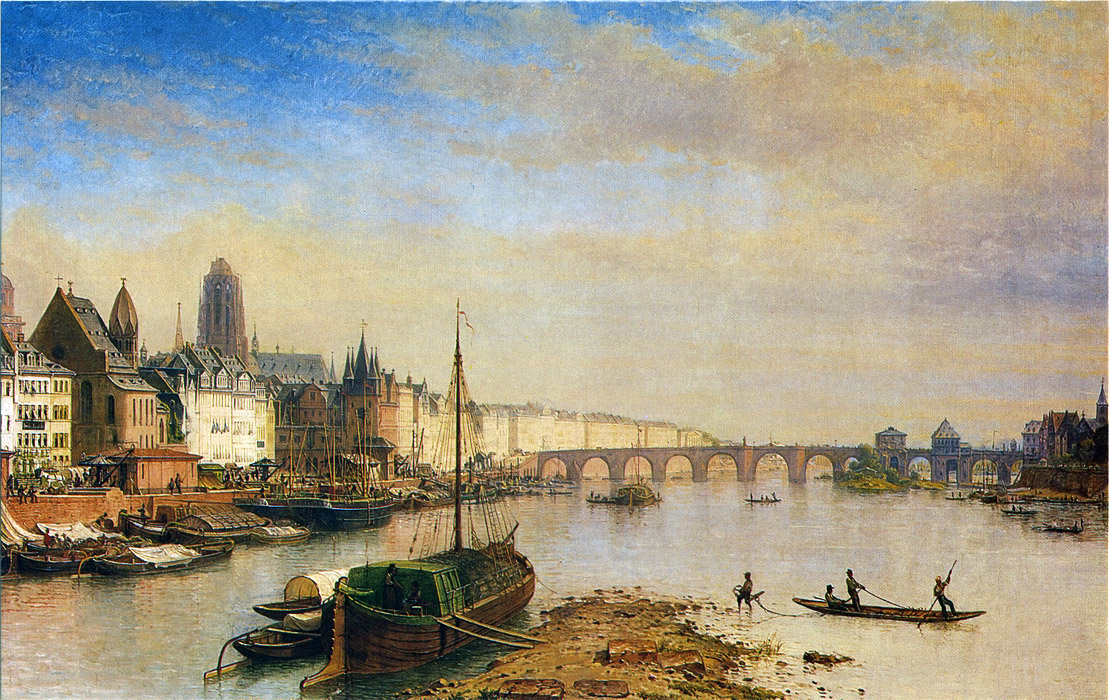
Carl Morgenstern: Ansicht von Frankfurt am Main. 1850

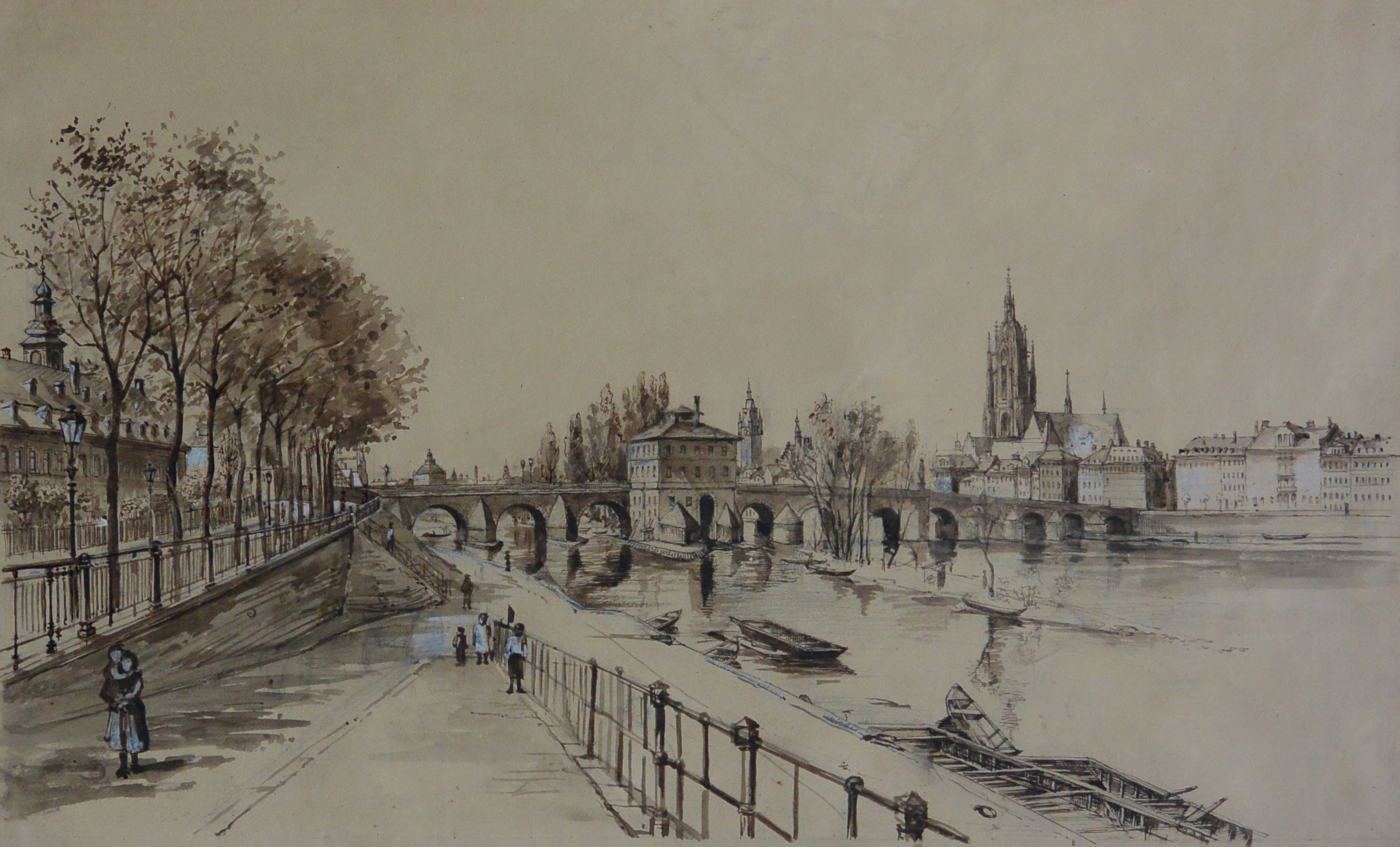
Fritz Wucherer (attr.): Blick auf die Alte Brücke vom Deutschherrnufer, nach 1904

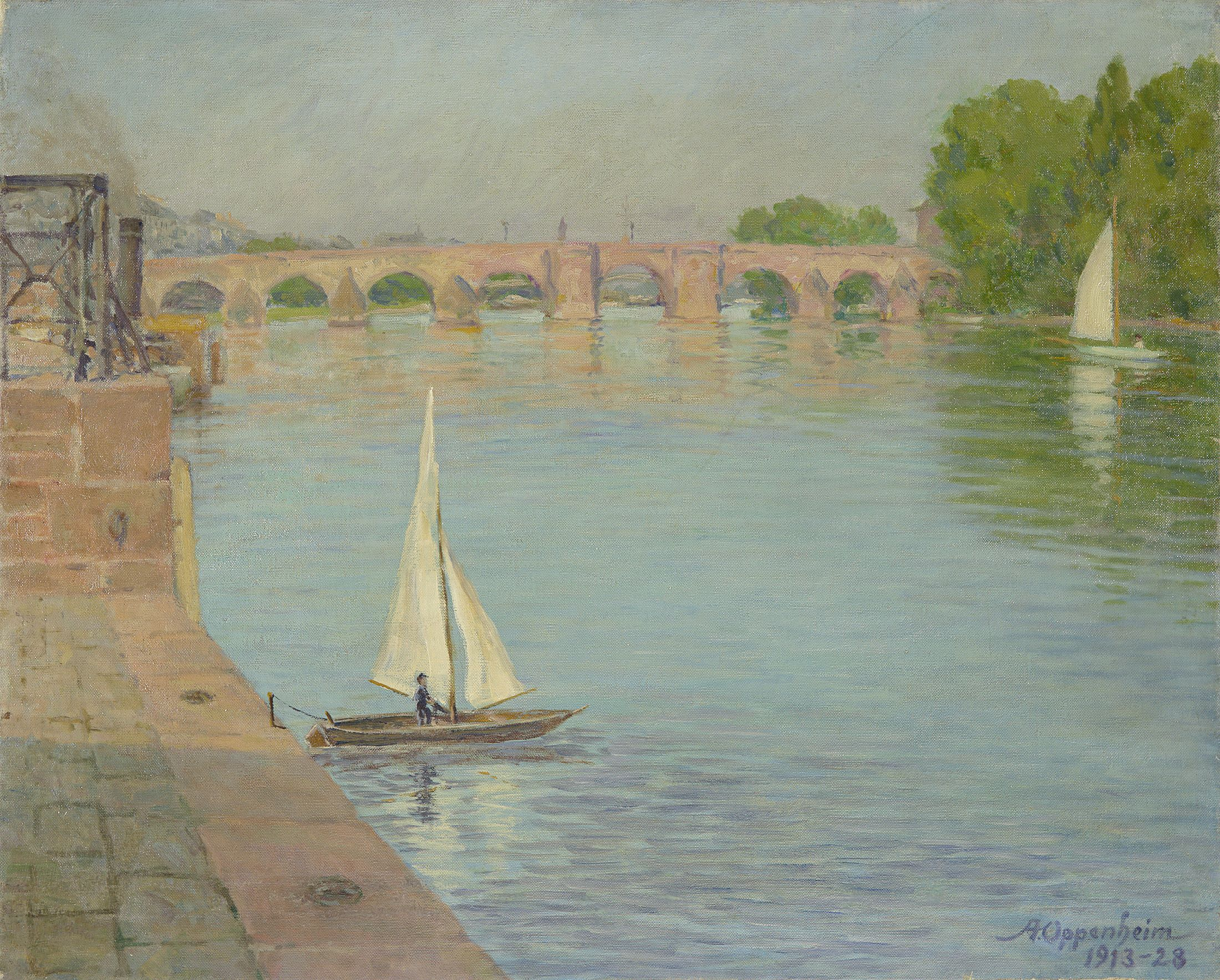
Die alte Brücke auf einem Gemälde von Alfred Oppenheim, 1913

Die Alte Brücke galt jahrhundertelang als bedeutendstes und schönstes Bauwerk Frankfurts. Das Panorama der Stadt und der Brücke hat daher vor allem viele Maler inspiriert, u. a. Conrad Faber, Matthäus Merian, Anton Kirchner, Anton Radl, Domenico Quaglio, Carl Morgenstern, Friedrich Wilhelm Delkeskamp, Carl Theodor Reiffenstein und Gustave Courbet. Im 20. Jahrhundert widmeten sich Alfred Oppenheim und Jakob Nussbaum dem Motiv. Ein bedeutender Vertreter der Kronberger Malerkolonie, Fritz Wucherer, und Otto Meisner schufen die letzten Darstellungen der Alten Brücke vor ihrem Abriss oder hielten diesen in Bildern fest.
Zahlreiche Dichter beschäftigten sich mit der Mainbrücke. Goethe schrieb über die Frankfurter Mainbrücke in Dichtung und Wahrheit:

„Am liebsten spazierte ich auf der großen Mainbrücke. Ihre Länge, ihre Festigkeit, ihr gutes Aussehen macht sie zu einem bemerkenswerten Bauwerk; auch ist es aus früherer Zeit beinahe das einzige Denkmal jener Vorsorge, welche die weltliche Obrigkeit ihren Bürgern schuldig ist. Der schöne Fluß auf- und abwärts zog meine Blicke nach sich; und wenn auf dem Brückenkreuz der goldene Hahn im Sonnenschein glänzte, so war es mir immer eine erfreuliche Empfindung.“

Später urteilte er: „Man kann fast sagen, daß die Mainbrücke das einzige schöne und einer so großen Stadt würdige Monument aus der frühern Zeit sei.“
Jahrhundertelang galt die Sachsenhäuser Brücke als eine der vier berühmtesten alten Brücken Deutschlands: Die Dresdner ist die längste und schönste, die Prager die breiteste und frömmste, die Regensburger die stärkste und die Sachsenhäuser die röteste.
Die Frankfurter Dichter Friedrich Stoltze, Adolf Stoltze und Karl Ettlinger hinterließen besonders viele Gedichte über die Alte Brücke. Unter den Dichtern des 20. Jahrhunderts ist Fritz von Unruh hervorzuheben, der jahrelang in Sichtweite der Alten Brücke lebte. Zur Brückenweihe 1926 schrieb er das Festgedicht.
Seit 1843 wohnte der Philosoph Arthur Schopenhauer an der Schönen Aussicht in unmittelbarer Nähe der Mainbrücke. In seinem Traktat Ueber Lärm und Geräusch (1851) zürnt er besonders über das vermaledeite infernale Peitschenknallen der Fuhrleute in den hallenden Gassen der Städte:

„Bei allem Respekt vor der hochheiligen Nützlichkeit sehe ich doch nicht ein, daß ein Kerl, der eine Fuhr Sand oder Mist von der Stelle schafft, dadurch das Privilegium erlangen soll, jeden etwan aufsteigenden Gedanken in sukzessive zehntausend Köpfen (eine halbe Stunde Stadtweg) im Keime zu ersticken.“

Es ist wahrscheinlich, dass die Frankfurter Fuhrknechte diesen Zorn auslösten, wenn sie ihre Gespanne mit lautem Rufen und Peitschenknallen antrieben und die eisenbeschlagenen Reifen der schweren Wagen über das Pflaster der Fahrgasse und der Alten Brücke rumpelten:

„Daß nun aber ein Kerl, der mit ledigen Postpferden, oder auf einem losen Karrengaul, die engen Gassen einer volkreichen Stadt durchreitend, oder gar neben den Thieren hergehend, mit einer klafterlangen Peitsche aus Leibeskräften unaufhörlich klatscht, nicht verdiene, sogleich abzusitzen, um fünf aufrichtig gemeinte Stockprügel zu empfangen, Das werden mir alle Philanthropen der Welt, nebst den legislativen, sämmtliche Leibesstrafen, aus guten Gründen, abschaffenden Versammlungen, nicht einreden.“